# Wildeshausen
Wildeshausen (plattdeutsch Wilshusen) ist die Kreisstadt des niedersächsischen Landkreises Oldenburg mit 21.155 Einwohnern. Sie liegt an der Hunte inmitten des Naturparks Wildeshauser Geest.

## Geografie

### Lage

Wildeshausen mit der Alexanderkirche

Wildeshausen liegt an der mittleren Hunte im Bereich des Geestdurchbruchtals der Cloppenburger Geest. Es grenzt im Südwesten an den Landkreis Vechta, während das restliche Stadtgebiet an verschiedene Gemeinden des Landkreises Oldenburg grenzt. Die Stadt ist sowohl von landwirtschaftlich intensiv genutzten Flächen als auch von Wäldern umgeben. Die noch vor einem guten Jahrhundert vorherrschenden Heideflächen sind fast restlos verschwunden.
Wildeshausen ist Kreisstadt des Landkreises Oldenburg und Mittelzentrum der Region. Die nächstgelegenen Großstädte sind Oldenburg im Norden (ca. 30 km), Bremen im Nordosten (ca. 30 km) und Osnabrück im Süden (ca. 70 km). Wildeshausen gehört der Metropolregion Nordwest an.

### Nachbargemeinden
Nachbarorte sind, beginnend von Norden im Uhrzeigersinn, die Gemeinde Dötlingen, die Gemeinden Prinzhöfte, Winkelsett und Colnrade (alle Samtgemeinde Harpstedt), die Gemeinde Goldenstedt, die Gemeinde Visbek, die Ortschaft Ahlhorn (Gemeinde Großenkneten) und schließlich die Gemeinde Großenkneten.
| Großenkneten (13 km) | Dötlingen (6 km)    | Prinzhöfte (11 km) |  |
| Ahlhorn (14 km)      |                     | Winkelsett (7 km)  |  |
| Visbek (10 km)       | Goldenstedt (11 km) | Colnrade (8 km)    |  |

Die Entfernungsangaben beziehen sich auf die Entfernung bis zum Ortszentrum.

### Stadtgliederung
Neben dem Stadtkern besteht Wildeshausen aus der das Kerngebiet (Stadt I, II und III) umgebenden Landgemeinde. Dieser gehören folgende Bauerschaften an, bei denen es sich überwiegend um bäuerlich geprägte kleine Dörfer oder Weiler handelt (Einwohnerzahlen Stand vom 1. Januar 2017 in Klammern):
- Aldrup (30)
- Aumühle (287)
- Bargloy (102)
- Bühren (52)
- Denghausen (12)
- Düngstrup (201)
- Garmhausen (19)
- Glane (31)
- Hanstedt (46)
- Heinefelde (40)
- Hesterhöge (57)
- Holzhausen (165)
- Kleinenkneten (173)
- Lohmühle (60)
- Lüerte (174)
- Pestrup (17)
- Spasche (7)
- Thölstedt (58)

## Geschichte

### Anfänge bis zum Mittelalter
Die Umgebung von Wildeshausen wird auch „Quadratmeile der deutschen Vorgeschichte“ genannt. Die Kleinenkneter Steine, die Visbeker Braut, das Pestruper Gräberfeld und andere in der Wildeshauser Geest gelegene Grabanlagen aus der Zeit vor Christi Geburt weisen auf eine frühe Besiedlung der Region hin und sind seit deren Einweihung im Mai 2009 Stationen an der Straße der Megalithkultur.

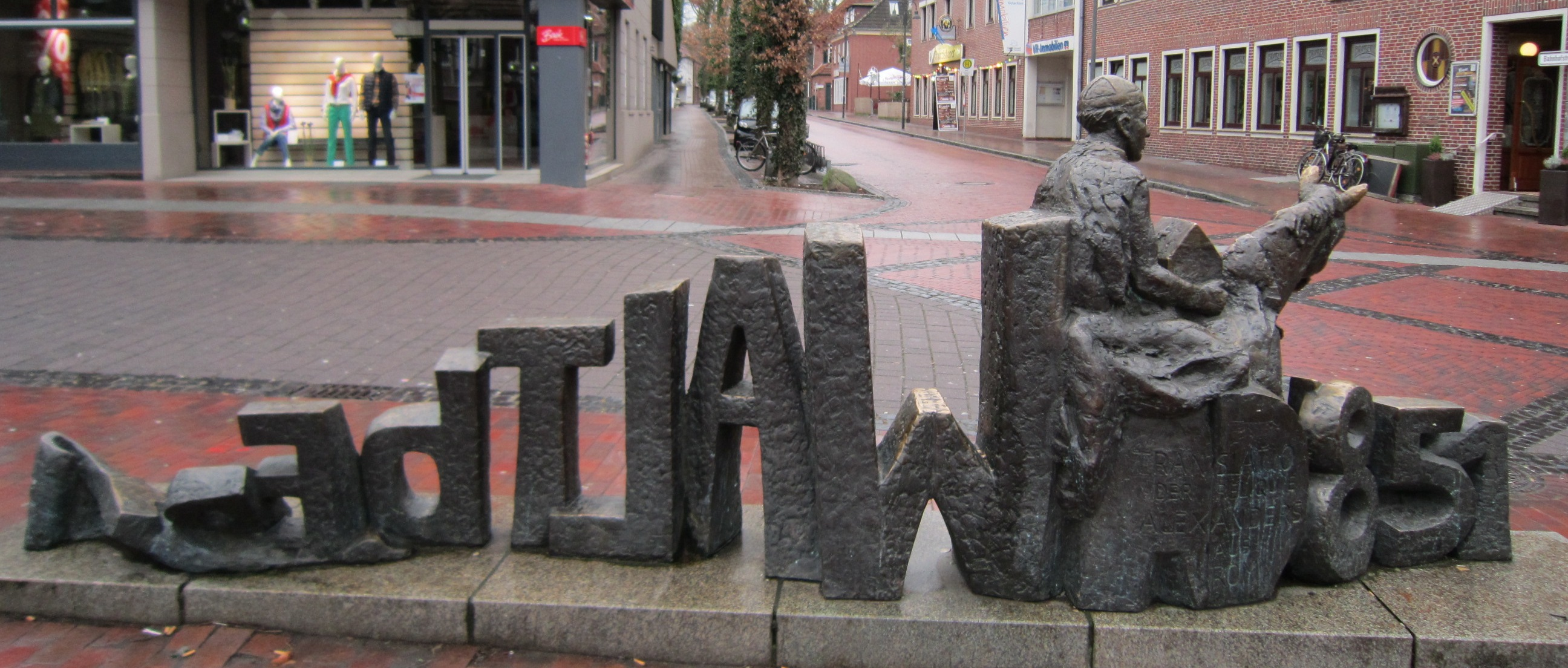
Erinnerung an die „Translatio Sancti Alexandri“ durch Waltbert vor dem Rathaus Wildeshausen

Um 800 erfolgt eine Besiedlung im Bereich des heutigen Wildeshausen, erstmals wird Wildeshausen in der Translatio Sancti Alexandri erwähnt. Der Ortsname Wildeshausen ist vermutlich von einem Nachkommen des sächsischen Herzogs Widukind namens „Wigald“ (abgeschliffene Form von „Wigwald“) abgeleitet. Der Ort wurde demzufolge anfangs Wigaldinghus genannt. Im Winter 850/851 wurden die Gebeine des Märtyrers Alexander durch Waltbert, ebenfalls Nachkomme Widukinds, von Rom nach Wildeshausen überführt. Das in dieser Zeit gegründete Alexanderstift wurde in den folgenden Jahren mit Besitzungen reich beschenkt, der Ort gelangte im Mittelalter zu regionaler Bedeutung, verstärkt auch durch die Lage am Hunteübergang der Flämischen Straße von Lübeck über Hamburg und Bremen nach Flandern sowie der Rheinschen Straße über Vechta und Osnabrück in das Rheinland.
Der Ort Wildeshausen war 988 Königshof für die mittelalterlichen Könige und Kaiser des Heiligen Römischen Reichs, die nicht von einer Hauptstadt aus, sondern durch den persönlichen Kontakt von Königshöfen und Kaiserpfalzen aus regierten (Reisekönigtum). Johann Renner schildert in seiner Chronica, dass der „Keiser Otto holt ein tidtlank hof to Wildeshusen“. Der achtjährige Kaiser Otto III. war mit seiner Mutter, der Kaiserin Theophanu Anfang März 988 zum Königshof nach Wildeshausen gekommen. Sie trafen dort mit dem hochbetagten Erzbischof Adaldag von Bremen zusammen, dem ehemaligen Kanzler und Notar von Otto I. (HRR). Der Bischof erhielt drei Diplome zugunsten Bremens. Der Aufenthalt in Wildeshausen diente dazu, eine umfassende Regelung der Fragen vorzunehmen, die das Erzbistum Hamburg-Bremen berührten. Dazu hatte Adaldag eine Anzahl von Urkunden der Vorgänger von Otto III. mitgebracht, die die kaiserliche Kanzlei unter dem Herzog Bernhard von Sachsen überprüfte. Am 16., 18. und 20. März wurden die neuen Diplome, die auf Wunsch des Erzbischofs noch ergänzt wurden, ausgefertigt. In der Abhandlung von Uhlitz wird der Inhalt der 3 Urkunden ausführlich beschrieben. Bemerkenswert ist die Entscheidung, das Treffen auf dem Königshof und nicht am Sitz des Erzbischofs zu veranstalten. Weitere Gründe für den Besuch in Wildeshausen mit Ausnahme der Aushändigung der Diplome sind nämlich nicht erkennbar.
Als Begründer der Wildeshauser Linie des Oldenburger Grafenhauses gilt Heinrich I. (Oldenburg) Während sein jüngerer Bruder Christian I. in Oldenburg residierte, richtete Heinrich I. sein Herrschaftszentrum in Wildeshausen ein, was einer faktischen Teilung der Herrschafts- und Besitzverhältnisse entsprach. Heinrichs Vater Egilmar II. war Vogt des Wildeshauser Alexanderstifts gewesen. Vermutlich hatte Heinrich I. auch bereits die Burg Wildeshausen auf dem Wildeshauser Wittekindsberg errichtet. Nach seinem Tod 1167 übernahm sein Sohn Heinrich II. die Grafschaft bis 1198. Seine Söhne Heinrich III. von Bruchhausen und Burchard von Oldenburg-Wildeshausen übertrugen Burg und Vogtei Wildeshausen an das Erzbistum Bremen, um es von ihm als Lehen zurückzuempfangen. Vorausgegangen war ein Konflikt mit der Oldenburger Linie des Grafenhauses um diverse Besitzrechte. Nach dem Tod von Burchards Sohn Heinrich IV. von Oldenburg-Wildeshausen 1270 fiel Wildeshausen dann als erledigtes Lehen an das Erzbistum Bremen. 1270 erhielt die Siedlung das Bremer Stadtrecht, war aber schon in den 1230er Jahren von Propst und Graf zur Stadt erhoben worden, wie Siegel und Münzen nahelegen. und ist damit die älteste Stadt im Oldenburger Land. Spätestens ab 1282 war die Stadt von einer Stadtmauer umgeben. 1403 wurde die Schützengilde gegründet.
Wildeshausen gehörte zu dieser Zeit zu Bremen, wechselte aber im Spätmittelalter zu Münster. Nach einer Auseinandersetzung mit der münsterschen Regierung in der Reformationszeit, bei der ein Pfarrer von Wildeshauser Bürgern erschlagen wurde, wurden Burg und Stadt 1529 durch Münstersche Truppen besetzt. Der Wildeshauser Bürgermeister Lickenberg wurde hingerichtet, die Stadtmauer zerstört und Wildeshausen zu einem Flecken herabgestuft. Erst 1544 wurden wieder ein Stadtwall um die Stadt errichtet und gewisse städtische Freiheiten erreicht. Zur alten Bedeutung gelangte Wildeshausen in den folgenden Jahrhunderten aber nicht mehr.

### Neuzeit
Während des Dreißigjährigen Krieges wurde auch Wildeshausen in Mitleidenschaft gezogen: So wurde 1623 die Heilig-Geist-Kapelle vor der Stadt zerstört und die Pest suchte Wildeshausen heim. Nach wechselnder Zugehörigkeit zu Schweden (1648–1679) und Münster (1689–1700) kamen Stadt und Amt Wildeshausen 1700 an das Kurfürstentum Hannover. Hierfür wurde das heute noch bestehende Amtshaus an der Alexanderkirche errichtet und der ebenfalls erhaltene Marktbrunnen vor dem Rathaus. Die letzten Reste der Burg wurden hingegen 1789 abgetragen, das baufällige Westertor 1808.
Im Jahr 1803 erhielt das Herzogtum Oldenburg Wildeshausen, welches im Mittelalter bereits Sitz einer Nebenlinie des Hauses Oldenburg gewesen war. Von 1810 bis 1813 schloss sich auch in Wildeshausen die Oldenburgische Franzosenzeit an. In dieser Zeit lag die Stadt im Departement der Oberen Ems. Durch den Wiener Kongress (1815) wurde bestimmt, dass Wildeshausen dem Großherzogtum Oldenburg zugeordnet werden sollte. Diesem gehörte es bis 1918 an. In der Zeit der Weimarer Republik war Wildeshausen eine Stadt im Freistaat Oldenburg.
Mit der von der NSDAP veranlassten Oldenburgischen Gebietsreform im Jahr 1933 wurden das Amt Wildeshausen aufgelöst und der Landkreis Oldenburg mit Sitz in Oldenburg gegründet. Gleichzeitig wurde die bis dahin eigenständige Landgemeinde Wildeshausen in die Stadt Wildeshausen eingegliedert. Die Wildeshauser Synagoge, die bereits aufgegeben war, wurde am Tag nach der „Reichspogromnacht“ 1938 zerstört. Während des Zweiten Weltkriegs blieb Wildeshausen von Zerstörungen weitgehend verschont.
Nach dem Zweiten Weltkrieg wurde die Eigenstaatlichkeit Oldenburgs durch eine Land Oldenburg genannte Gebietskörperschaft zunächst wiederhergestellt; diese ging allerdings bereits 1946 im neu gegründeten Land Niedersachsen auf.
Katholiken erhielten durch die Herzöge von Oldenburg 1803 das Recht der freien Religionsausübung. Daher wurde in Wildeshausen eine katholische Kirche erbaut, die allerdings bereits 1822/23 wegen Baumängeln neu errichtet werden musste. 1830 wurde auch eine jüdische Gemeinde gegründet. Im Jahr 1838 wurde der Friedhof von der Alexanderkirche vor die Tore der Altstadt verlegt, Villen entstanden ebenfalls außerhalb der Stadt. 1873 wurde das Krankenhaus Johanneum gegründet, 1898 erhielt die Stadt Anschluss an die Eisenbahn, 1899 an das Stromnetz, und 1895 wurde die Freiwillige Feuerwehr gegründet. Während des Ersten Weltkrieges (ab 1916) gab es in Wildeshausen einen Luftschiffhafen. Die Luftschiffhalle befand sich etwa an der Stelle der heutigen Zeppelinstraße. Die Halle wurde zunächst vom Heer, später von der Marine für ihre Luftschiffe genutzt und nach dem Ersten Weltkrieg abgebrochen.

### Seit 1945

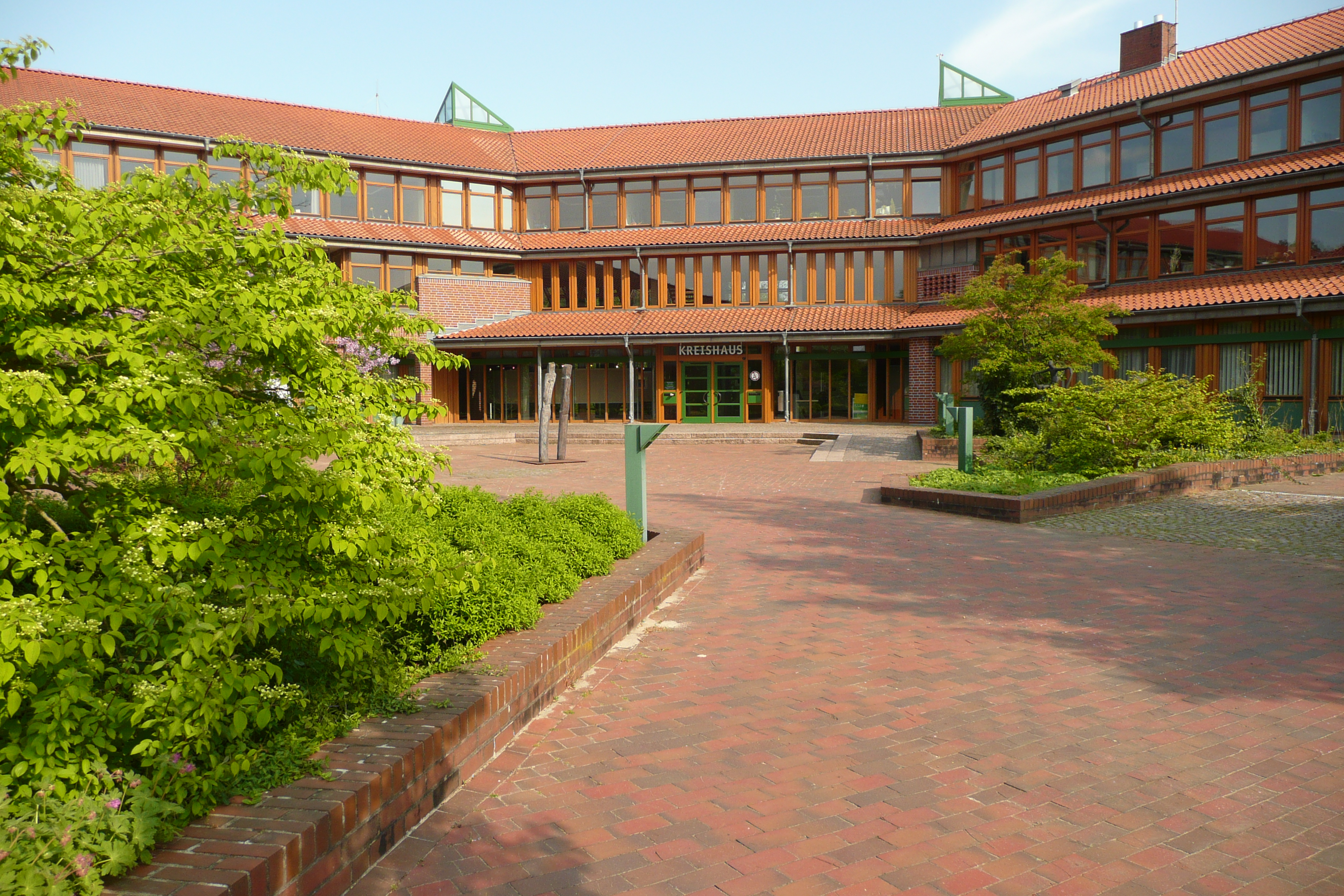
Kreishaus in Wildeshausen

Wildeshausen wurde 1946 niedersächsisch.
1960 wurde mit der Wittekind-Kaserne, in der das Grenadierbataillon 313, nachmalig Fallschirmjägerbataillon, 272 und das Panzerartilleriebataillon 315 stationiert waren, der Ort Garnison der Bundeswehr.
Am 13. November 1972 wurde die Stadt und Umgebung vom Orkan Quimburga mit Windgeschwindigkeiten von 200 km/h heimgesucht; es gab hohe Sachschäden an Gebäuden und Fahrzeugen; ganze Waldgebiete im Umland wurden teilweise vernichtet. Das damals noch über Land geführte Elektrizitäts- und Telefonnetz wurde zerstört, so dass zahlreiche Haushalte Tage oder Wochen ohne Strom und Telefonverbindung auskommen mussten. Die Bundeswehr und das Technische Hilfswerk waren im Einsatz, um die durch umgestürzte Bäume von der Außenwelt abgeschnittenen Häuser wieder zugänglich zu machen. Noch heute zeugen mehrere Gedenksteine in der Umgebung von Wildeshausen von der Katastrophe.
1977 erhielt Wildeshausen den Status eines staatlich anerkannten Luftkurortes.
Die Kreisverwaltung des Landkreises Oldenburg zog 1988 von Oldenburg nach Wildeshausen und für die Kreisverwaltung wurde ein Gebäudekomplex errichtet.
2007 wurde der Standort Wittekind-Kaserne aufgegeben.

## Politik

### Stadtrat
Der Rat der Stadt Wildeshausen besteht aus 32 Mitglieder. Dies ist die festgelegte Anzahl für eine Stadt mit einer Einwohnerzahl zwischen 15.001 und 20.000 Einwohnern. Die 32 Mitglieder werden durch eine Kommunalwahl für jeweils fünf Jahre gewählt. Die aktuelle Amtszeit begann am 1. November 2021 und endet am 31. Oktober 2026.

Stimmberechtigt im Rat der Stadt ist außerdem der hauptamtliche Bürgermeister.
Aus den Ergebnissen der vergangenen Stadtratswahlen ergaben folgende Sitzverteilungen:
| Stadtrat 2021Insgesamt 34 Sitze - Linke: 1 - SPD: 7 - Grüne: 4 - Unabh.: 1 - FDP: 4 - UWG: 4 - CDU: 7 - CDW: 4 - AfD: 2 | Partei/Gruppierung           | 2021 | 2016 |
| Stadtrat 2021Insgesamt 34 Sitze - Linke: 1 - SPD: 7 - Grüne: 4 - Unabh.: 1 - FDP: 4 - UWG: 4 - CDU: 7 - CDW: 4 - AfD: 2 | SPD                          | 7    | 9    |
| Stadtrat 2021Insgesamt 34 Sitze - Linke: 1 - SPD: 7 - Grüne: 4 - Unabh.: 1 - FDP: 4 - UWG: 4 - CDU: 7 - CDW: 4 - AfD: 2 | CDU                          | 7    | 4    |
| Stadtrat 2021Insgesamt 34 Sitze - Linke: 1 - SPD: 7 - Grüne: 4 - Unabh.: 1 - FDP: 4 - UWG: 4 - CDU: 7 - CDW: 4 - AfD: 2 | FDP                          | 4    | 2    |
| Stadtrat 2021Insgesamt 34 Sitze - Linke: 1 - SPD: 7 - Grüne: 4 - Unabh.: 1 - FDP: 4 - UWG: 4 - CDU: 7 - CDW: 4 - AfD: 2 | CDW WG                       | 4    | 6    |
| Stadtrat 2021Insgesamt 34 Sitze - Linke: 1 - SPD: 7 - Grüne: 4 - Unabh.: 1 - FDP: 4 - UWG: 4 - CDU: 7 - CDW: 4 - AfD: 2 | Unabh. WG Wildeshausen (UWG) | 4    | 6    |
| Stadtrat 2021Insgesamt 34 Sitze - Linke: 1 - SPD: 7 - Grüne: 4 - Unabh.: 1 - FDP: 4 - UWG: 4 - CDU: 7 - CDW: 4 - AfD: 2 | GRÜNE                        | 4    | 2    |
| Stadtrat 2021Insgesamt 34 Sitze - Linke: 1 - SPD: 7 - Grüne: 4 - Unabh.: 1 - FDP: 4 - UWG: 4 - CDU: 7 - CDW: 4 - AfD: 2 | AfD                          | 2    | –    |
| Stadtrat 2021Insgesamt 34 Sitze - Linke: 1 - SPD: 7 - Grüne: 4 - Unabh.: 1 - FDP: 4 - UWG: 4 - CDU: 7 - CDW: 4 - AfD: 2 | LINKE                        | 1    | 1    |
| Stadtrat 2021Insgesamt 34 Sitze - Linke: 1 - SPD: 7 - Grüne: 4 - Unabh.: 1 - FDP: 4 - UWG: 4 - CDU: 7 - CDW: 4 - AfD: 2 | EB Schulze Temming-Hanhoff   | 1    | 1    |
| Stadtrat 2021Insgesamt 34 Sitze - Linke: 1 - SPD: 7 - Grüne: 4 - Unabh.: 1 - FDP: 4 - UWG: 4 - CDU: 7 - CDW: 4 - AfD: 2 | PIRATEN                      | 0    | 1    |

Im April 2018 traten vier CDU-Mitglieder aus der Fraktion aus und gründeten eine selbstständige Fraktion. Anfang Mai 2018 traten zwei weitere Mitglieder der CDU aus der Fraktion aus und schlossen sich der CDW-Fraktion an.

### Bürgermeister
Hauptamtlicher Bürgermeister der Stadt Wildeshausen ist Jens Kuraschinski. Er hat drei gleichberechtigte stellvertretende Bürgermeister, die ihn bei repräsentativen Aufgaben vertreten.
Bei der Direktwahl zum Bürgermeister am 25. Mai 2014 konnte keiner der vier zur Wahl stehenden Kandidaten die absolute Mehrheit erreichen. Bei der Stichwahl am 15. Juni 2014 konnte sich der parteilose Jens Kuraschinski mit 54,45 Prozent der Stimmen gegen seine ebenfalls parteilose Konkurrentin Sabine de Buhr-Deichsel durchsetzen. Die Wahlbeteiligung lag bei 41,58 Prozent. Jens Kuraschinski wurde im November 2014 Nachfolger von Bürgermeister Kian Shahidi.
2021 wurde Kuraschinski mit 58,24 Prozent der Stimmen gegen Marko Bahr (parteilos) im Amt bestätigt.

### Stadtwappen
Blasonierung: „In Silber wachsend eine bis zum oberen Turmgesims schwarz gefugte, zweitürmige rote Kirchenfront mit von rotem Ziegeldach bedecktem Kirchenschiff, darin ein schwarz gefasstes, von zwei schwarzen Rundbogenfenstern beseitetem offenem, blauem Portal, darin wachsend die Büste eines nimbierten goldenen jungen Heiligen; in den mit schwarzen Dreipassöffnungen spitzbedachten, grün beknauften Turmoberteilen je ein schwarzes romanisches Zwillingsfenster, erhöht um ein griechisches schwarzes Kreuzlein innerhalb des Außenbogens, alles mittig erhöht durch eine grünbespitzte, goldenbebutzte rote Rose.“
Wappererklärung: Die Kirchenfront symbolisiert die alte Alexanderkirche, der jugendliche Heilige den Märtyrer Alexander, den Schutzpatron der Kirche.
Das Wappen zeigt im silbernen Wappenschild die Frontansicht der alten Alexanderkirche mit zwei kurzen spitz bedachten Türmen, zwischen denen eine fünfblättrige Rose schwebt. Im blauen Torbogen das Haupt (gelb) des jugendlichen Märtyrers Alexander, des Schutzheiligen der Kirche.
Heinrich II. heiratete Beatrix von Hallermund aus einem Grafengeschlecht mit Besitzungen um Springe am Deister. Unter ihrem Sohn Graf Heinrich III. wurden Ende des 12. Jahrhunderts die ursprünglich im Wappen aufgeführten ammerländischen Balken, die die Herkunft des Grafengeschlechtes aus dem Hause Oldenburg dokumentierten, gegen die drei Hallermunder Rosen ausgetauscht, um die Eigenständigkeit der Wildeshauser Linie zu betonen.

### Stadtflagge
Die Farben der Stadtflagge sind Weiß und Rot.

### Partnerschaften
- Städtepartnerschaften
  - Évron (Frankreich)
  - Hertford (Vereinigtes Königreich)
- Wildeshausen ist im Kommunalverbund Niedersachsen/Bremen vertreten.

## Kultur und Sehenswürdigkeiten

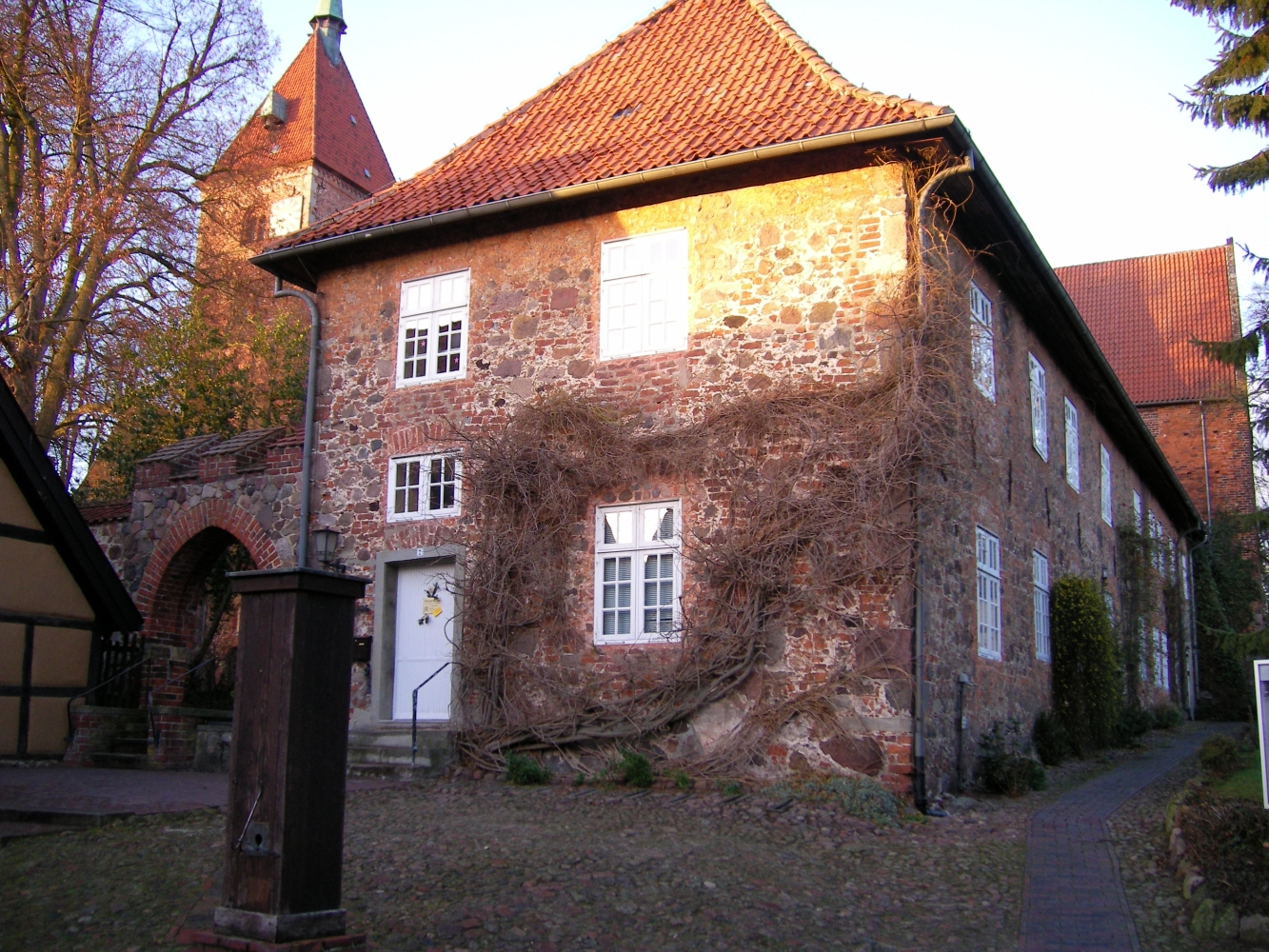
Der Remter: ältestes Gebäude in Wildeshausen

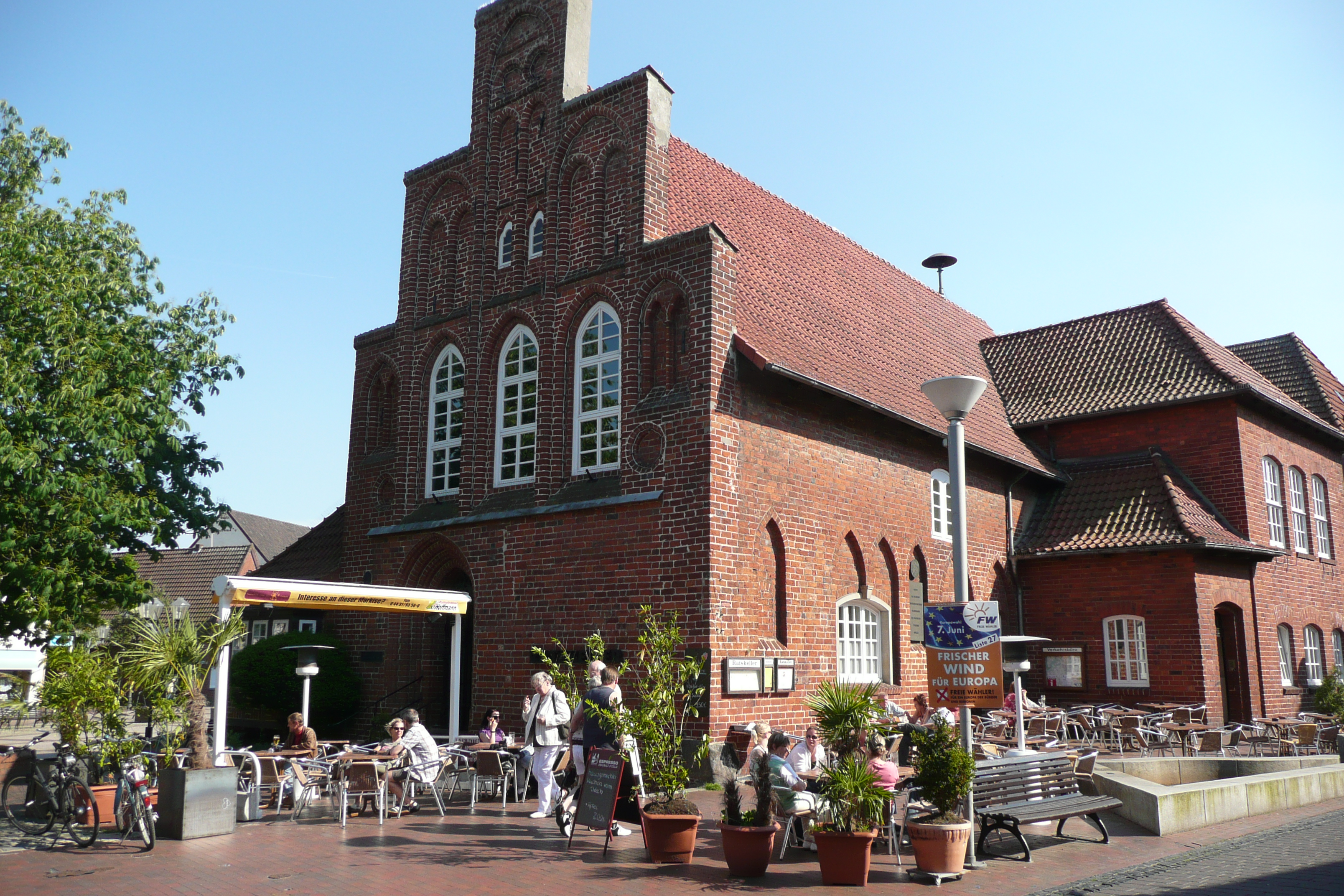
Altes Rathaus Wildeshausen

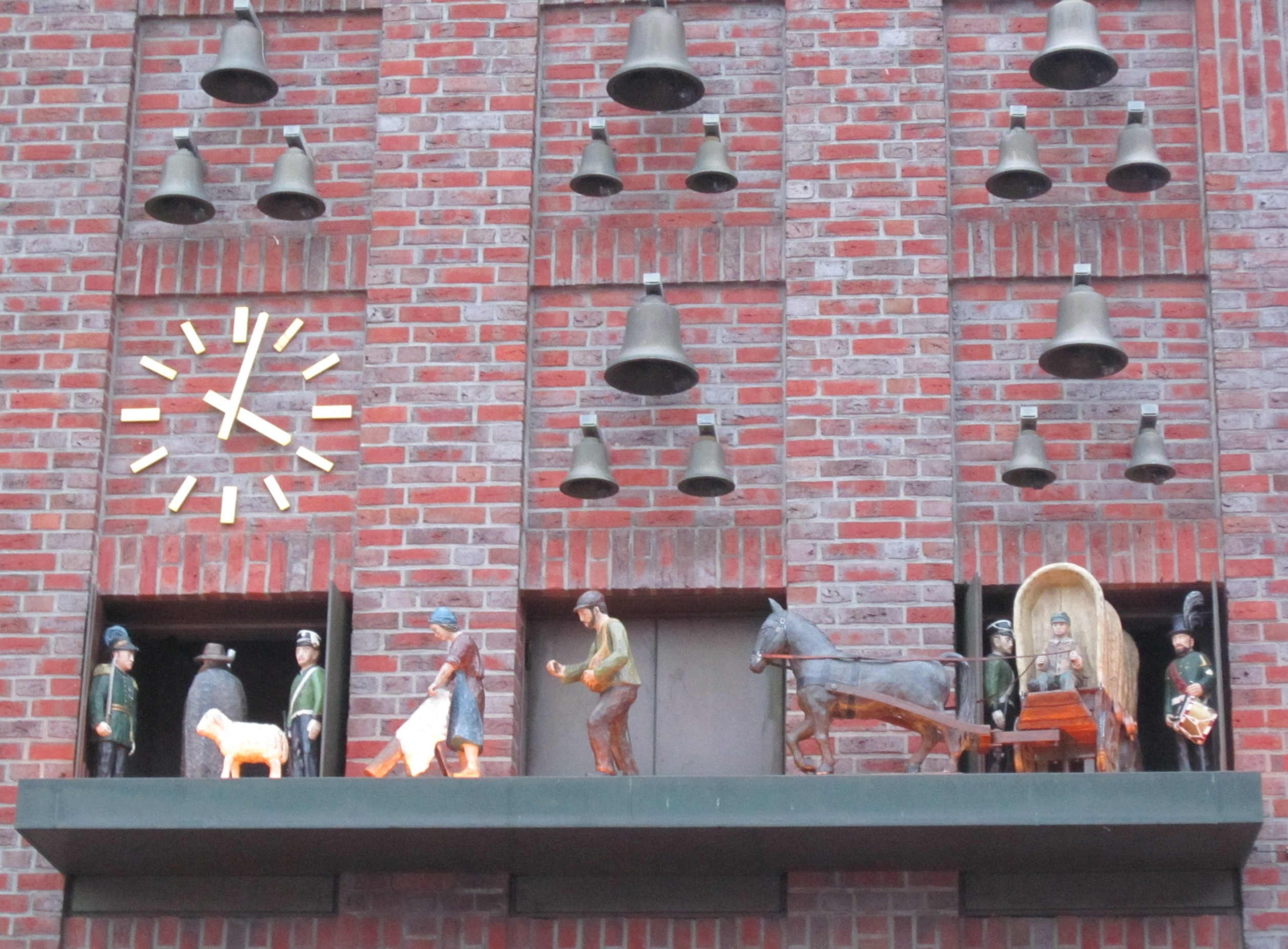
Glockenspiel am Stadthaus

Siehe auch Liste der Baudenkmale in Wildeshausen

Siehe auch Liste der Naturdenkmale in Wildeshausen

### Aktuell zu besichtigende Sehenswürdigkeiten
Sehenswürdigkeiten entlang der Straße der Megalithkultur, in der Wildeshauser Altstadt und im sonstigen Stadtgebiet:

#### Zeugnisse der Megalithkultur
In der Wildeshauser Geest liegen zahlreiche Hügelgräber und Megalithgräber, die der Stadt den Ruf einer „Quadratmeile der Vorgeschichte“ brachten. Von hoher Bedeutung sind hierbei das Pestruper Gräberfeld, das etwa 500 Grabhügel aus der Zeit von 900 bis 200 v. Chr. aufweist, und – in der Nähe – die Kleinenkneter Steine aus der jungsteinzeitlichen Trichterbecherkultur (TBK) (3500–2800 v. Chr.); eines der Kleinenkneter Hünengräber wurde rekonstruiert, so dass ein Einblick in das ursprüngliche Aussehen der Grabanlagen gewonnen werden kann.
Weitere exemplarische vorzeitliche Grabanlagen auf dem Gebiete Wildeshausens sind die:
- Kleinenknetener Steine
- Bargloyer Steinkiste
- Glaner Braut
- Hohen Steine
- Visbeker Braut

Siehe auch:
- Straße der Megalithkultur

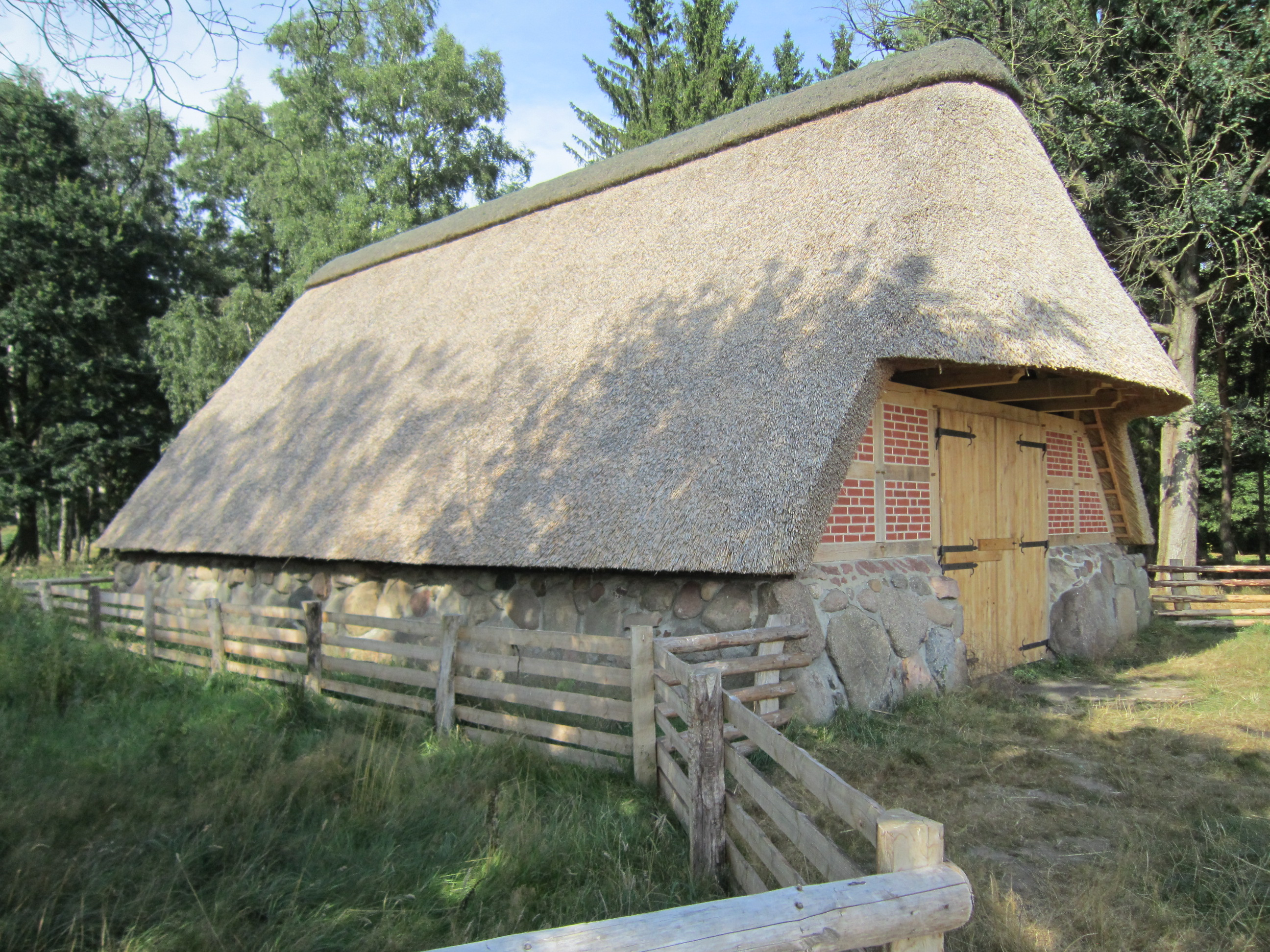
Schafkoben am Nordrand des Pestruper Gräberfelds
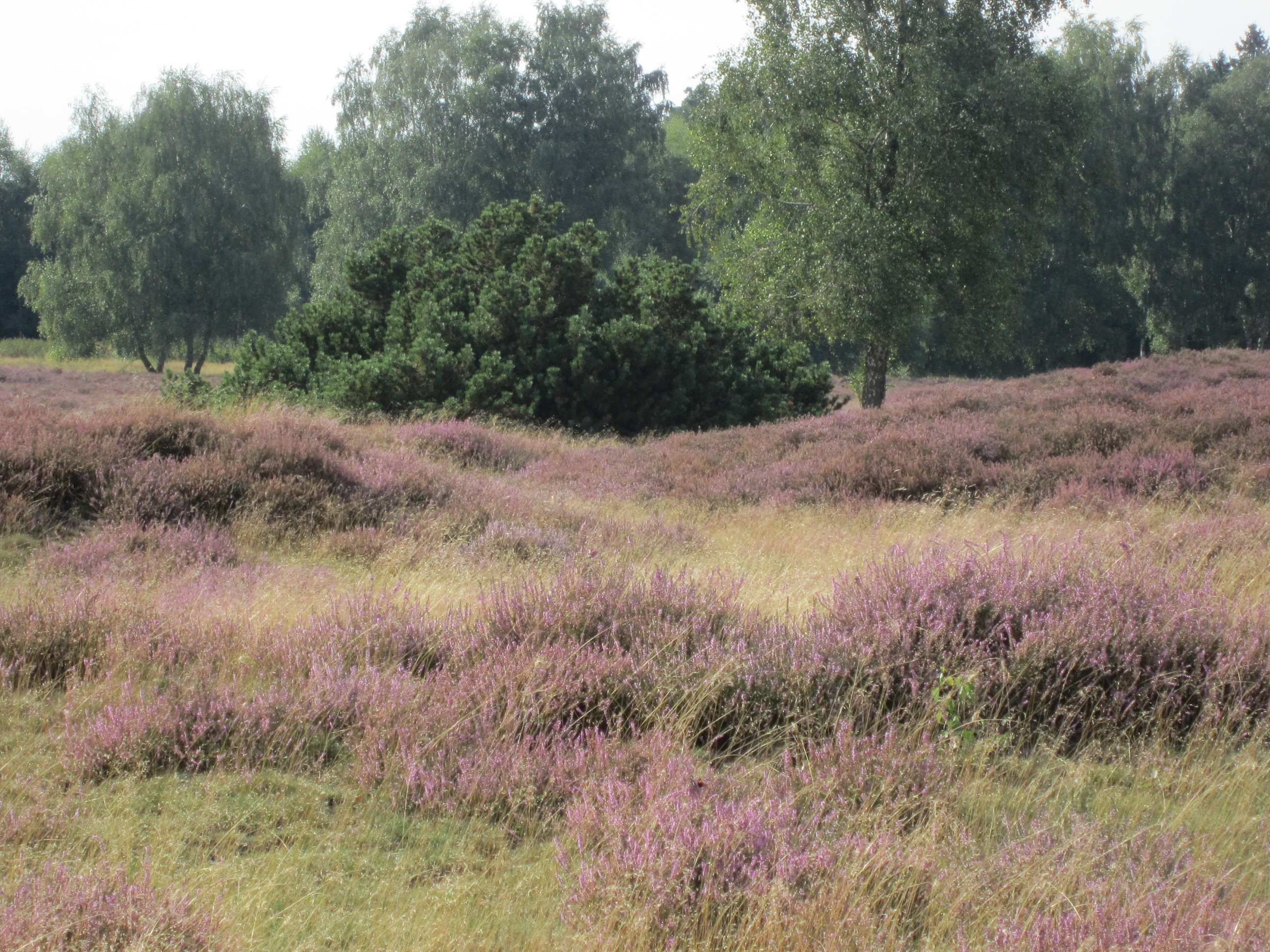
Heideblüte
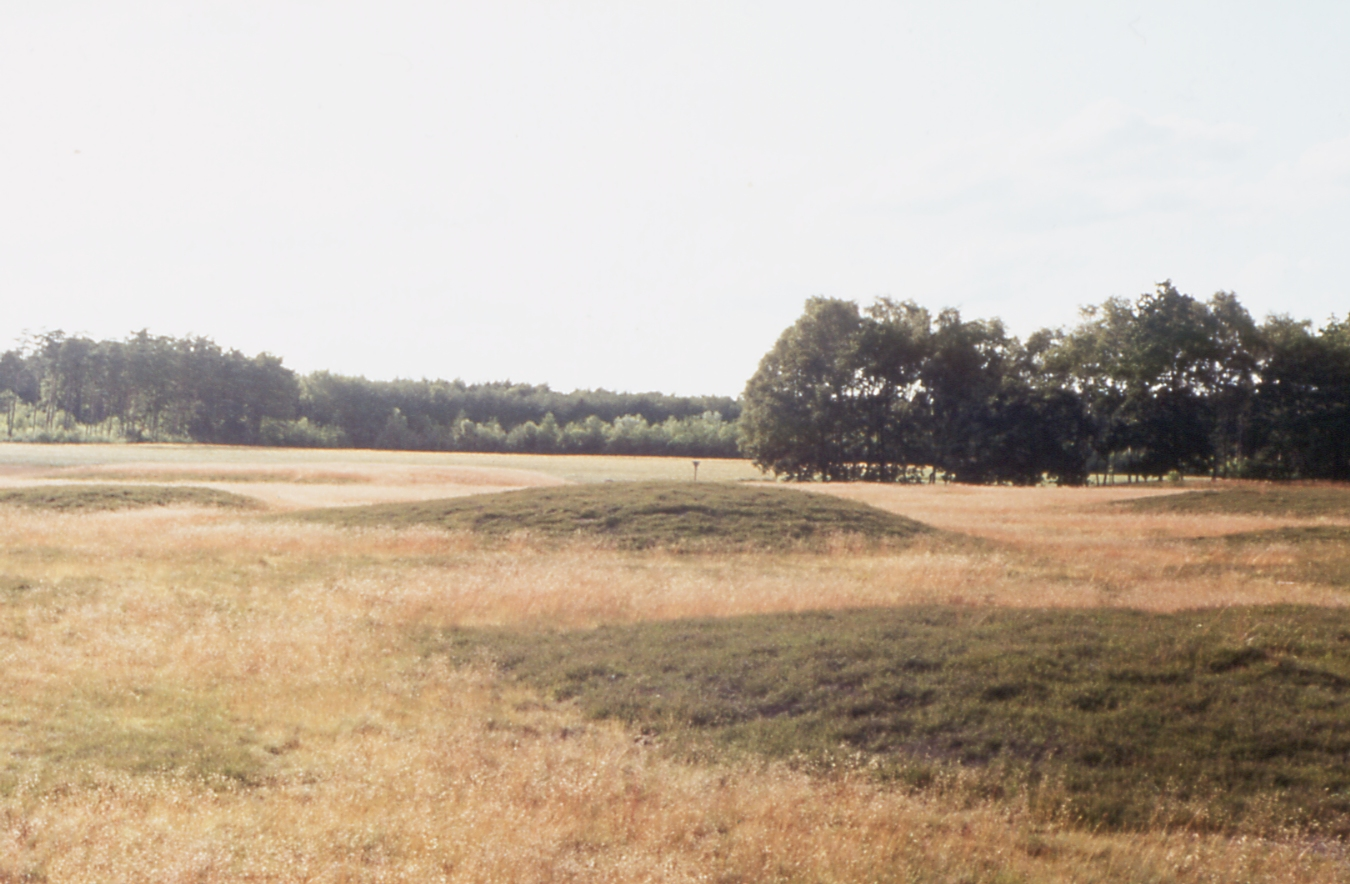
Das Pestruper Gräberfeld
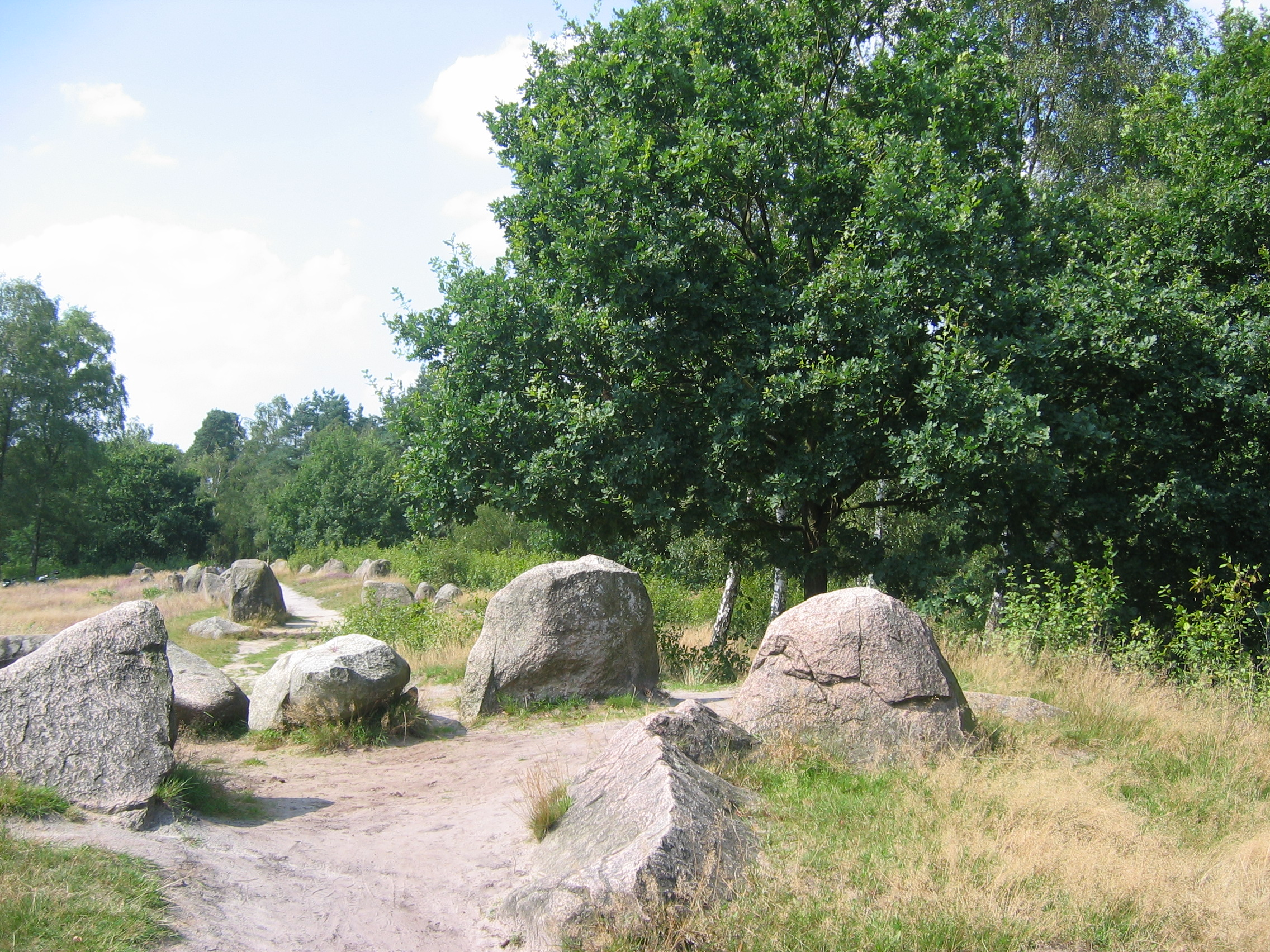
Glaner Braut
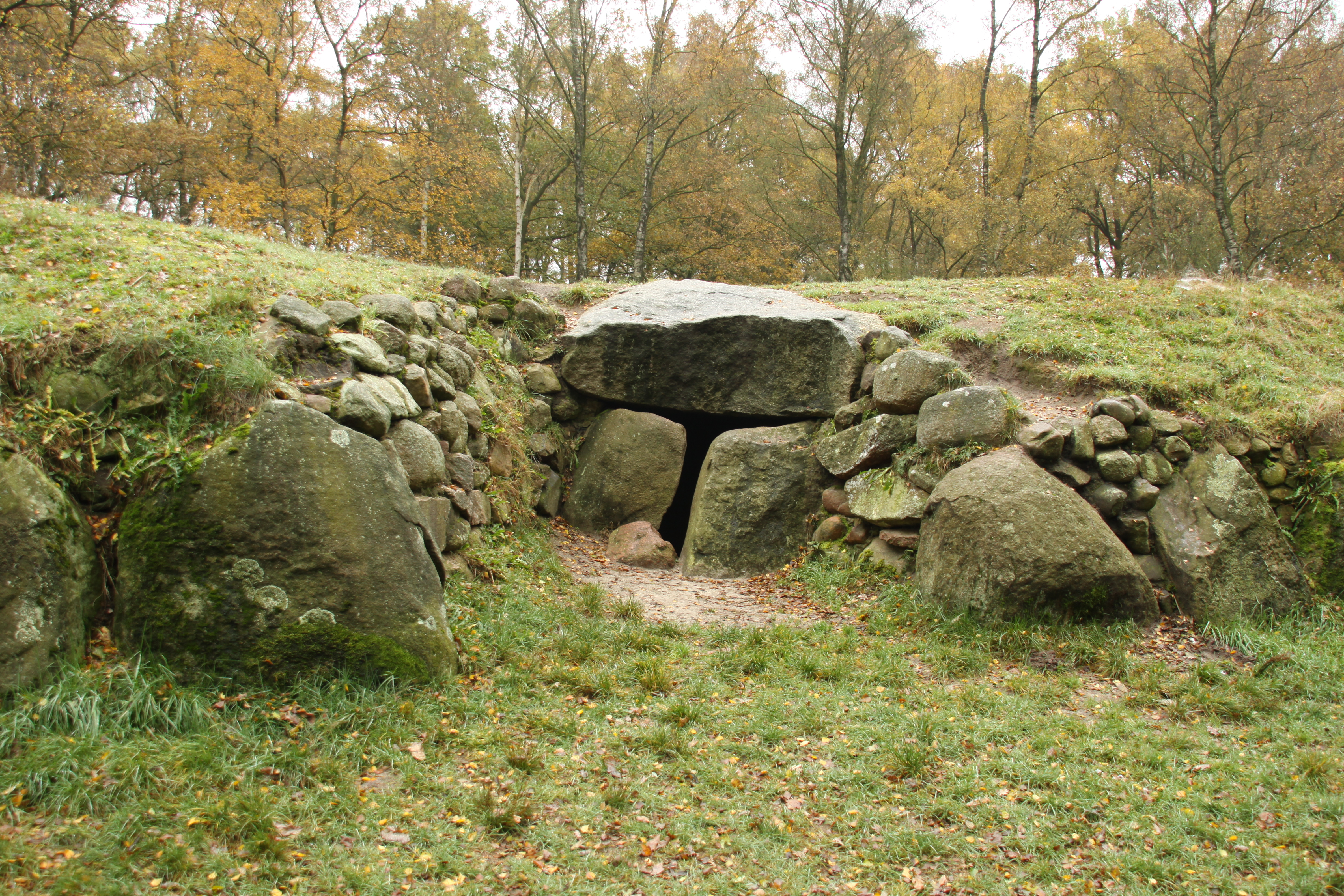
Kleinenkneten

#### Urgeschichtliches Zentrum Wildeshausen
In der Innenstadt entsteht im Alten Feuerwehrhaus das Urgeschichtliche Zentrum Wildeshausen. Die Dauerausstellung des Informationszentrums legt den Fokus auf die Megalithgräber im Gebiet des Naturparks Wildeshauser Geest und andere archäologische Sehenswürdigkeiten. Die Eröffnung ist für Ende August 2025 geplant.

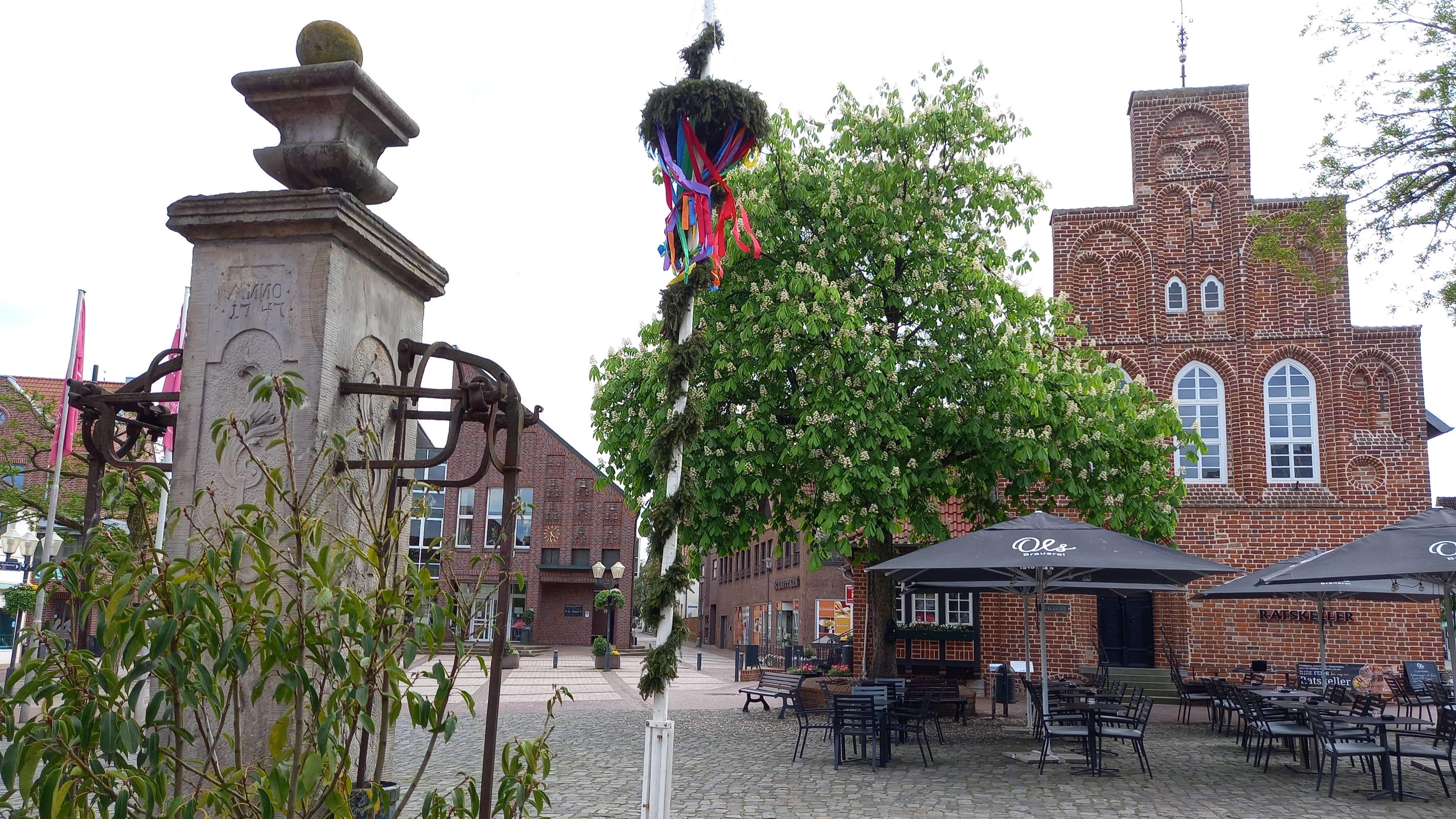
Marktplatz in Wildeshausen mit (von links) einer Brunnenanlage, dem Glockenspiel, dem Stadthaus und dem Alten Rathaus im Mai 2025

#### Rathaus
Das historische Rathaus Wildeshausen mit einem hochgotischen Treppengiebel aus dem 13. bis 15. Jahrhundert, das als Zeichen der aufstrebenden Stadt in direkter Blickachse zur Alexanderkirche errichtet wurde. Der obere Saal des Rathauses dient heute als Veranstaltungsraum, unter anderem für Ratsversammlungen. Die Stadtverwaltung ist heute im benachbarten Stadthaus untergebracht, welches ein Glockenspiel mit Szenen aus der Wildeshauser Geschichte aufweist.

#### Fachwerkhäuser, Gebäudeensembles
- Zu den wenigen Fachwerkbauten zählt unter anderem
  - das Dielenhaus Sägekuhle 2 von 1775, das inzwischen saniert wird,
  - der Speicher Grüne Straße 4 mit ältesten Bauteilen von 1816, heute Ferienhaus
  - die Hofanlage Pestrup aus dem 18. und 19. Jahrhundert,
  - die Hofanlage Hanstedt 4 mit dem ehemaligen Wohn- und Wirtschaftsgebäude von 1777
  - die Heinefelder Wassermühle von 1802
- Weitere Gebäudeensembles um die Herrlichkeit und anderen Straßen:
  - Gebäude ehemaliges Amtshaus (1730), Amtsgericht (1898) und Schließerei (1909)
  - Taubstummenanstalt Herrlichkeit 9, Gebäude von 1895 und 1908
  - Gerberei Burgstraße 11 von um 1885

#### Alexanderkirche
Die evangelisch-lutherische Alexanderkirche ist eine spätromanische Basilika, die als Stiftskirche in der Mitte des 13. Jahrhunderts fertiggestellt wurde und nach der Auflösung des Stiftes als Stadtkirche dient. Ursprünglich wies die Kirche zwei Türme auf, die aber kurz nach ihrer Erbauung einstürzten. Im Innern wurde der Bau in den Jahren 1907–1910 im Jugendstil gestaltet; es sind aber auch einige Ausstattungsgegenstände aus der 800-jährigen Geschichte der Kirche erhalten, wie ein Triumphkreuz aus dem 14. Jahrhundert. Zwei Armreliquiare des heiligen Alexander aus der Zeit um 1220–1230 befinden sich heute in der Propsteikirche St. Georg in Vechta. Ein weiteres Überbleibsel des Stiftes ist der Remter (Kapitelhaus) aus dem 10. Jahrhundert, der das älteste Bauwerk Wildeshausens und eines der ältesten Profanbauten in Norddeutschland darstellt. Östlich des Remters wurde am 8. Oktober 2011 ein Bibelgarten eröffnet.

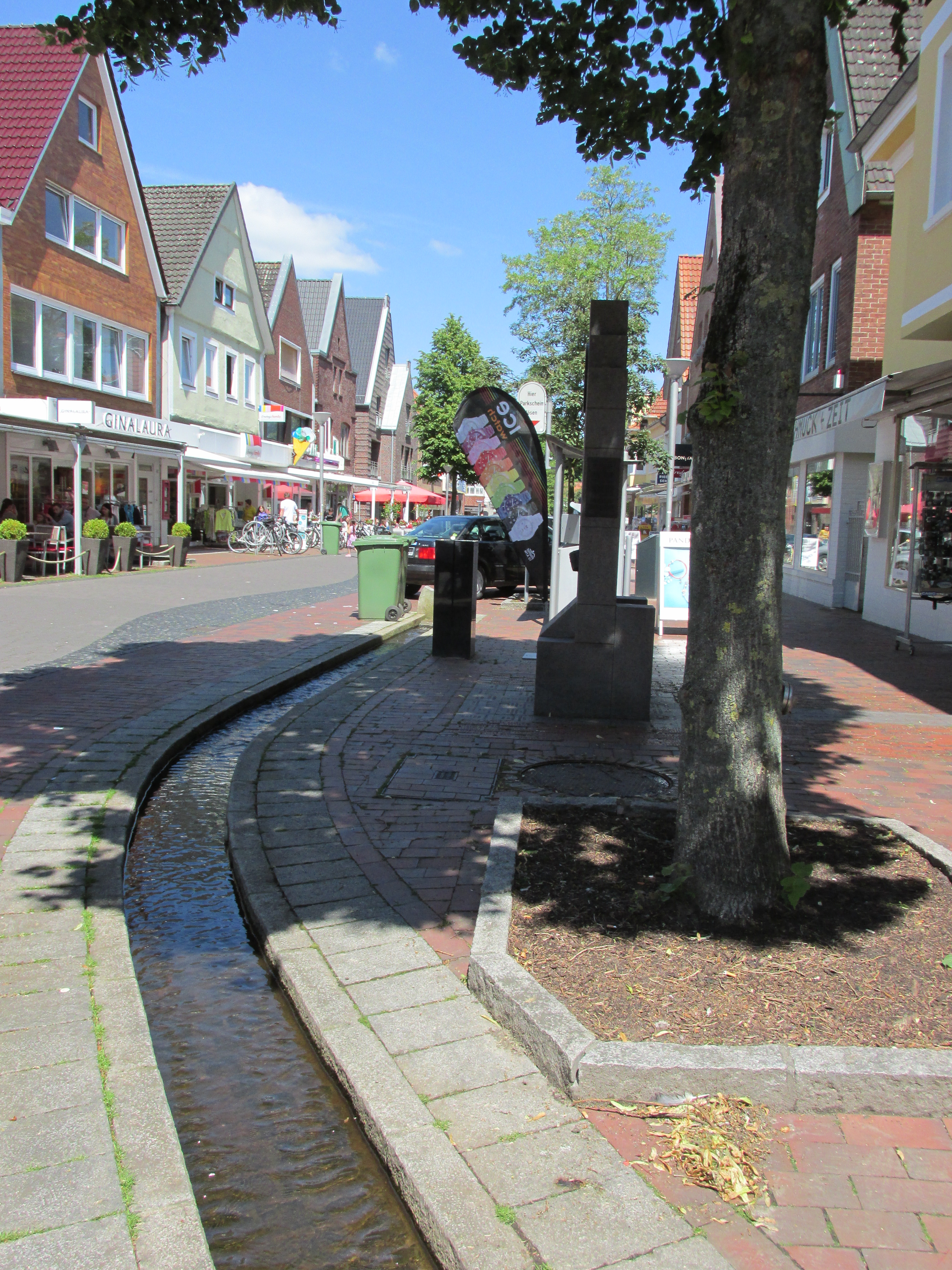
Pumpe und „Bächle“ an der Westerstraße

#### Pumpen und Brunnen
Die Stadt Wildeshausen ist seit Jahrhunderten eine Pumpen- und Brunnenstadt. Jahrhundertelang waren die Pumpen und die sogenannten Pumpengemeinschaften, die sich um die reibungslose Wasserversorgung kümmerten, von großer Bedeutung für die Menschen, die hier lebten. Im Jahr 1655 gab es in Wildeshausen 14 öffentliche Pumpen/Brunnen zur Wasserversorgung der Bevölkerung und der Landwirtschaft innerhalb der Stadtgrenzen, 1845 waren es 17 und bis 2025 waren es noch 8. Ausdrücklich erwähnt die Stadtverwaltung die Standorte Bolzensack, Alexander-Brunnen und Kattenbüttel sowie zwei neue Pumpenplätze in der Westerstraße in Höhe des historischen Rathauses und in Höhe der Bäckerei Schnittker. Entlang der Westerstraße ist das an die Oberfläche gepumpte fließende Wasser in Form eines „Bächles“ sichtbar, das die Straßenpflasterung aufbricht.
Eine Gruppe von Freizeitsportlern bietet Läufe an, deren Teilnehmer in der Wildeshauser Innenstadt an insgesamt zehn Brunnen vorbeikommen.

#### Burgberg und Kurpark
Von der im 13. Jahrhundert erbauten, ehemaligen Burg ist nur noch der Burgberg erhalten geblieben, der heute ein Mahnmal zur Erinnerung an die Opfer beider Weltkriege beherbergt. Der Burgberg geht fließend in den Kurpark über, der im Osten von der Hunte begrenzt wird. Der Park bietet den Besuchern eine Konzertmuschel sowie eine Kneipp-Anlage, d. h. ein Wassertretbecken und ein Armbecken. Als Auftaktveranstaltung des Gildefestes finden im Kurpark am Pfingstsonntagabend der große Zapfenstreich und das Riesenfeuerwerk des Wildeshauser Gildefestes statt.
Unmittelbar westlich des Burgbergs steht die katholische St.-Peter-Kirche aus dem Anfang des 19. Jahrhunderts.

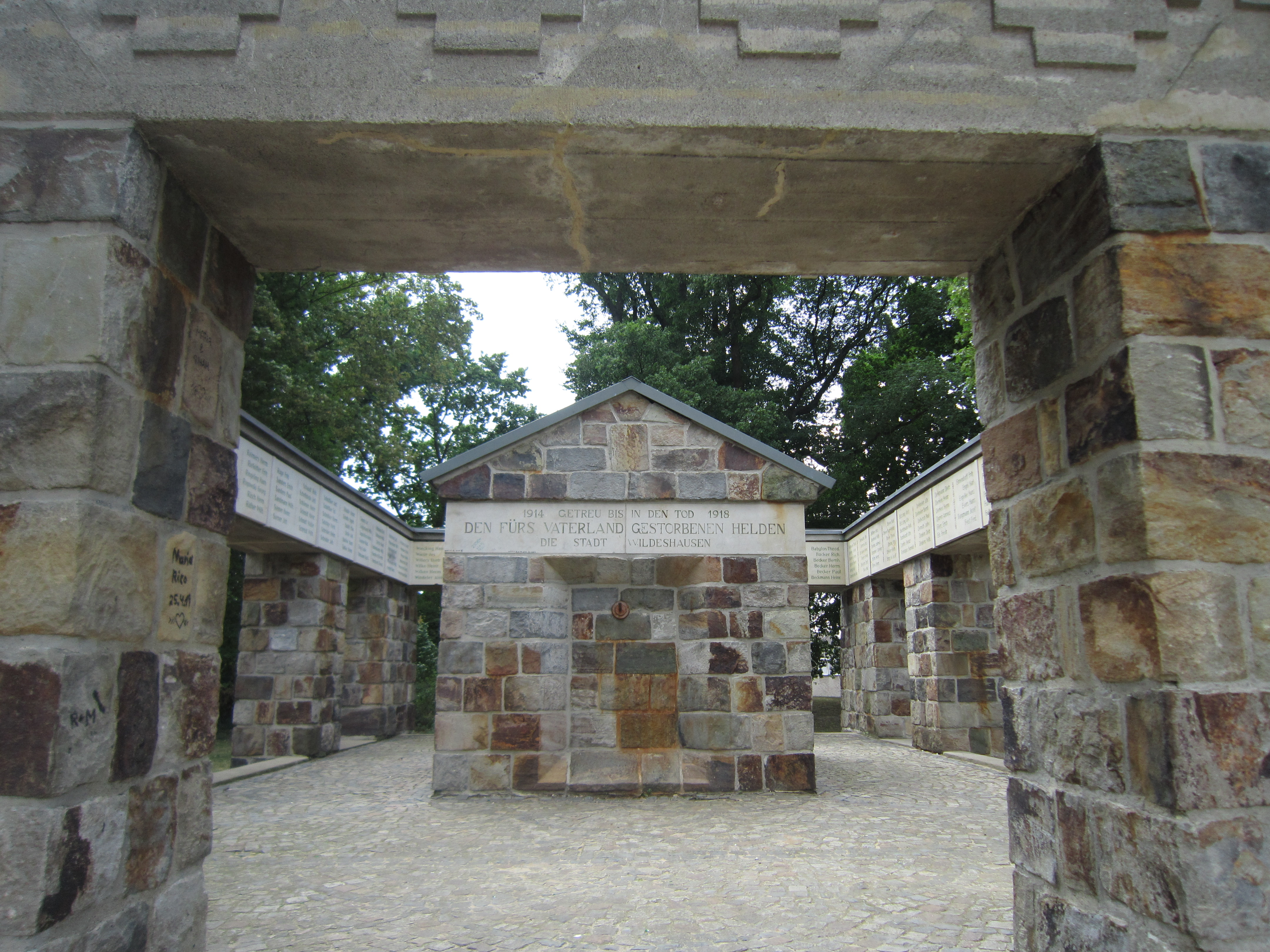
Gedenkstätte auf dem Burgberg
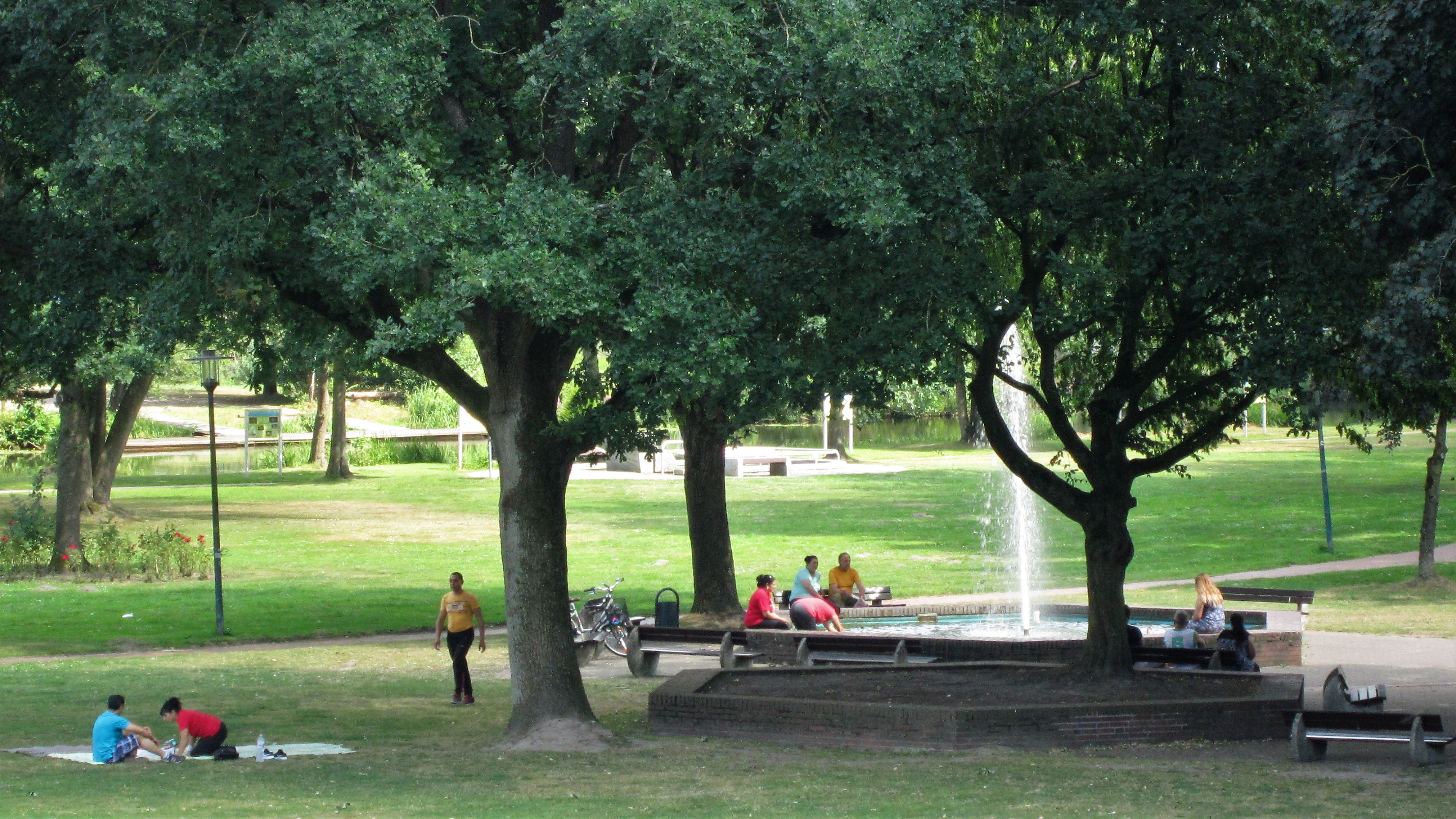
Blick vom Burgberg in Richtung Kuranlagen
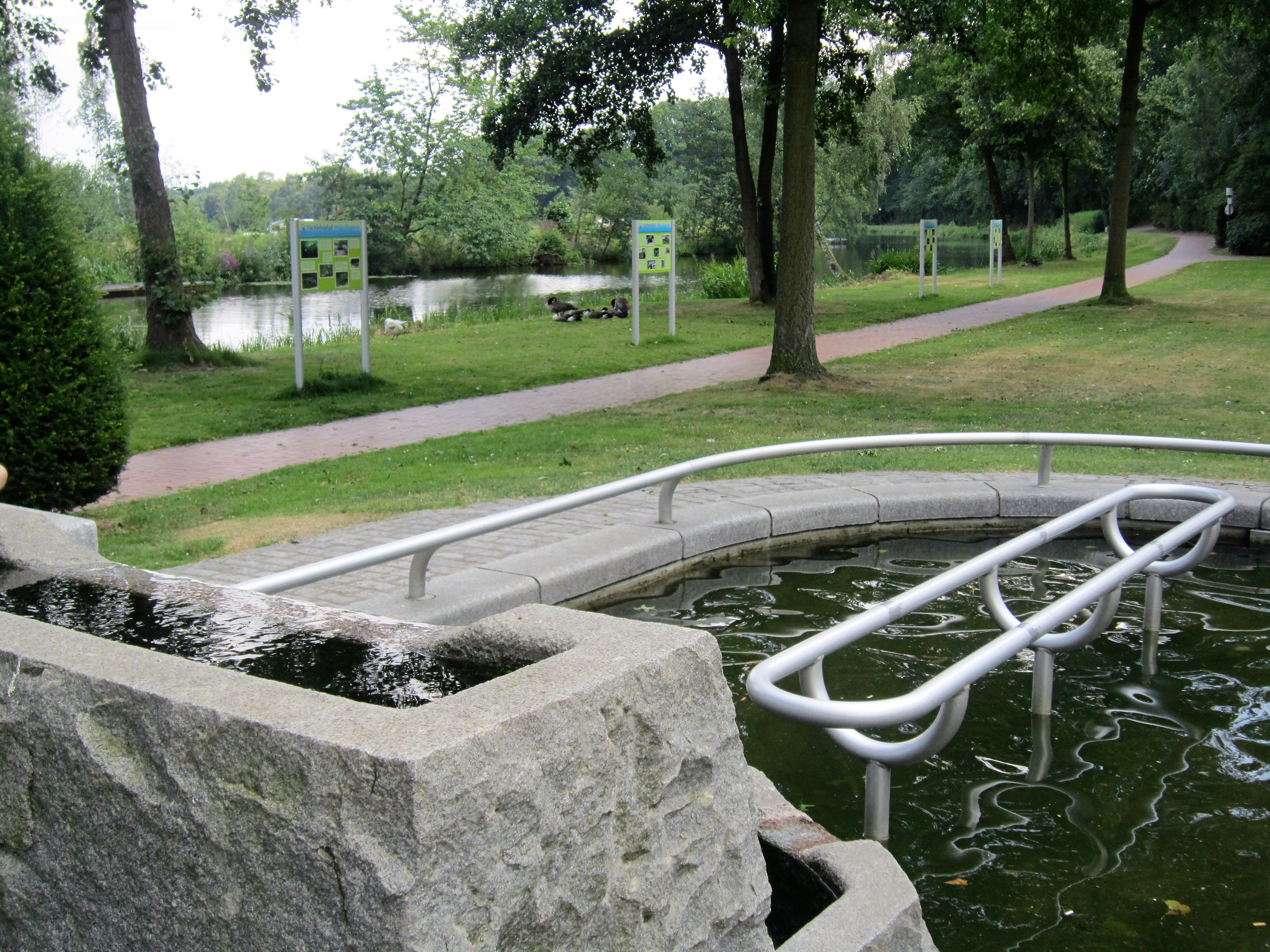
Kneipp-Anlage im Südosten des Kurparks
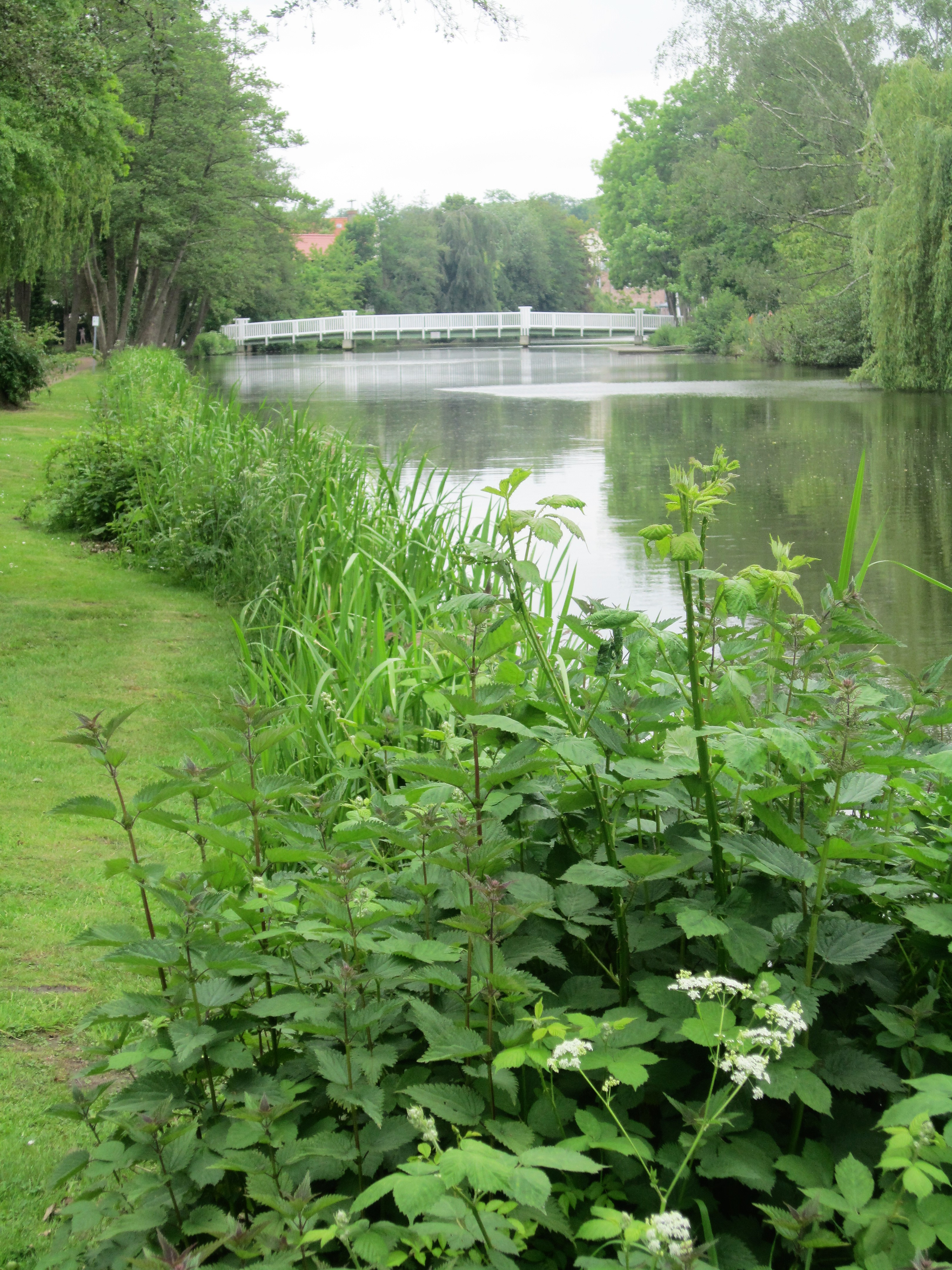
Blick vom Kurpark hunteabwärts

#### Arboretum

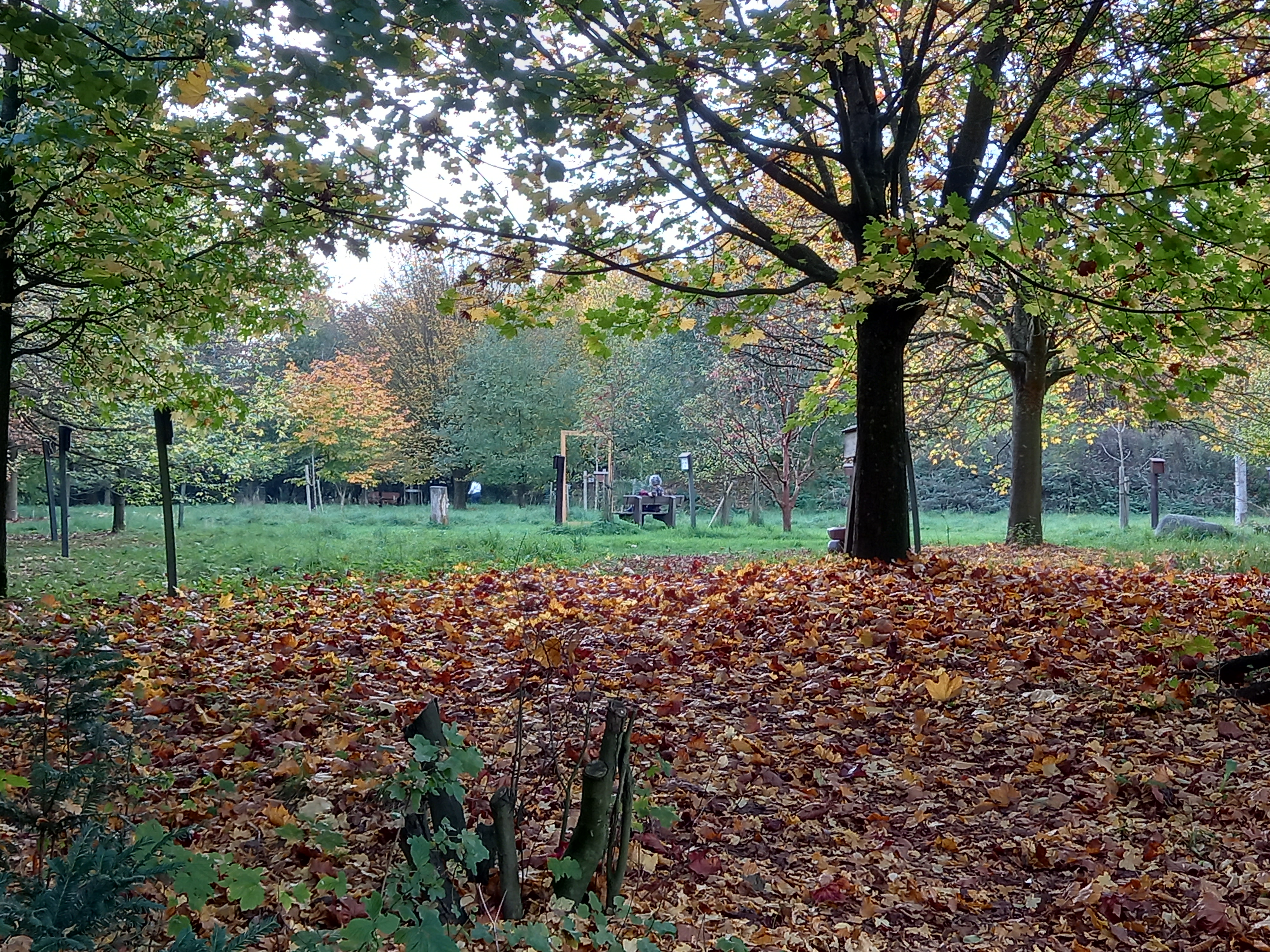
Arboretum Wildeshausen

Südlich des Südrings befindet sich seit 1998 ein Arboretum auf einem 3 ha großen, von der Stadt Wildeshausen zur Verfügung gestellten Gelände. Das Arboretum wird vom Rotary Club Wildeshausen betreut.

#### Druckereimuseum
Das Museum in der Bahnhofstraße 13 stellt eine original eingerichtete Druckerei dar, die 1859 gegründet wurde. Bis 1987 wurde dort die „Wildeshauser Zeitung“ (siehe Kreiszeitung#Kreiszeitung Verlagsgesellschaft) hergestellt.

#### Villa Knagge

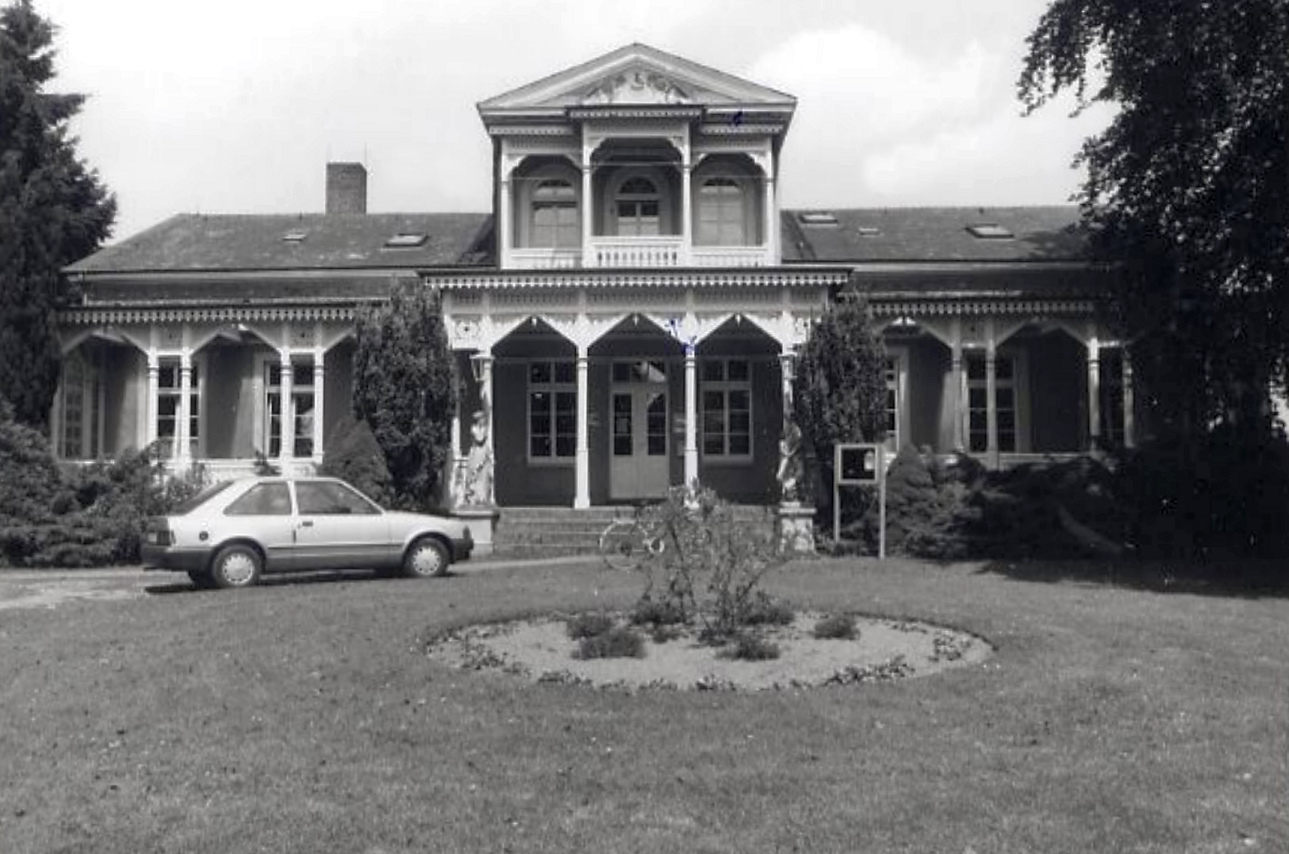
Villa Knagge vor der Sanierung

Die Villa Knagge ist ein denkmalgeschütztes Gebäude an der Ahlhorner Straße 10 in Wildeshausen. Das Landhaus Knagge in Wildeshausen wurde 1853 in den Formen des Spätklassizismus erbaut. In das Giebeldreieck wurde ein Glasmosaik nach dem Entwurf der „Königlich Bayerischen Hof-Mosaik Kunstanstalt Rauecker“ in München eingefügt. Das Mosaik zeigt auf blauem Grund betende Engel zu beiden Seiten einer Herz-Jesu-Darstellung vor einem goldenen Strahlennimbus. Ebenfalls von 1906 stammt der in Mettlach von der Fa. Villeroy & Boch gefertigte, auf einen Entwurf der Bremer Firma Friedrich Wachsmuth zurückgehende Jugendstilfries unter der Traufe der Südfassade. Die in kräftigen Rot-, Blau- und Ockertönen gehaltenen Wandfliesen, die im Rapport das antike Anthemionmotiv im Sinne des Jugendstils frei abwandeln, bilden einen weiteren Beleg für das Nachleben antiker Formen bis zum Ende des 19. Jahrhunderts, ja bis in den Jugendstil hinein. Dieser Fries gehört nach der Beurteilung von Asche zweifellos zum Qualitätvollsten, was sich an derartigem Baudekor aus dieser Zeit im westlichen Niedersachsen erhalten hat.

#### Jüdischer Friedhof
Der Jüdische Friedhof in Wildeshausen ist ein Kulturdenkmal. Er ist ein gut erhaltener jüdischer Friedhof im Landkreis Oldenburg. Auf dem Friedhof nördlich vom Wildeshauser Ortskern an der Ecke „Delmenhorster Straße“ und „Im Hagen“ befinden sich 86 Grabsteine für jüdische Verstorbene aus Wildeshausen und Umgebung von 1787 bis 1919.

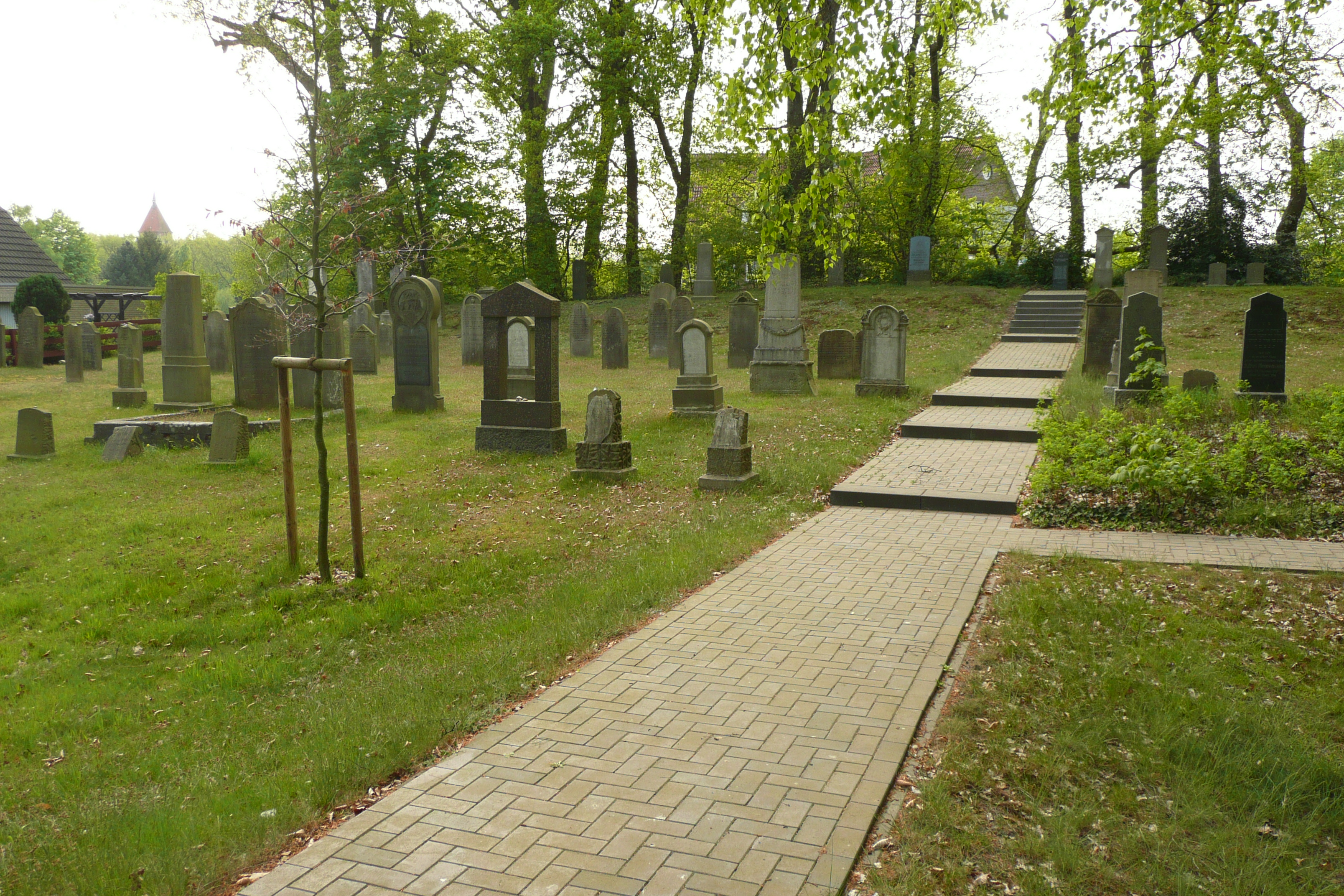
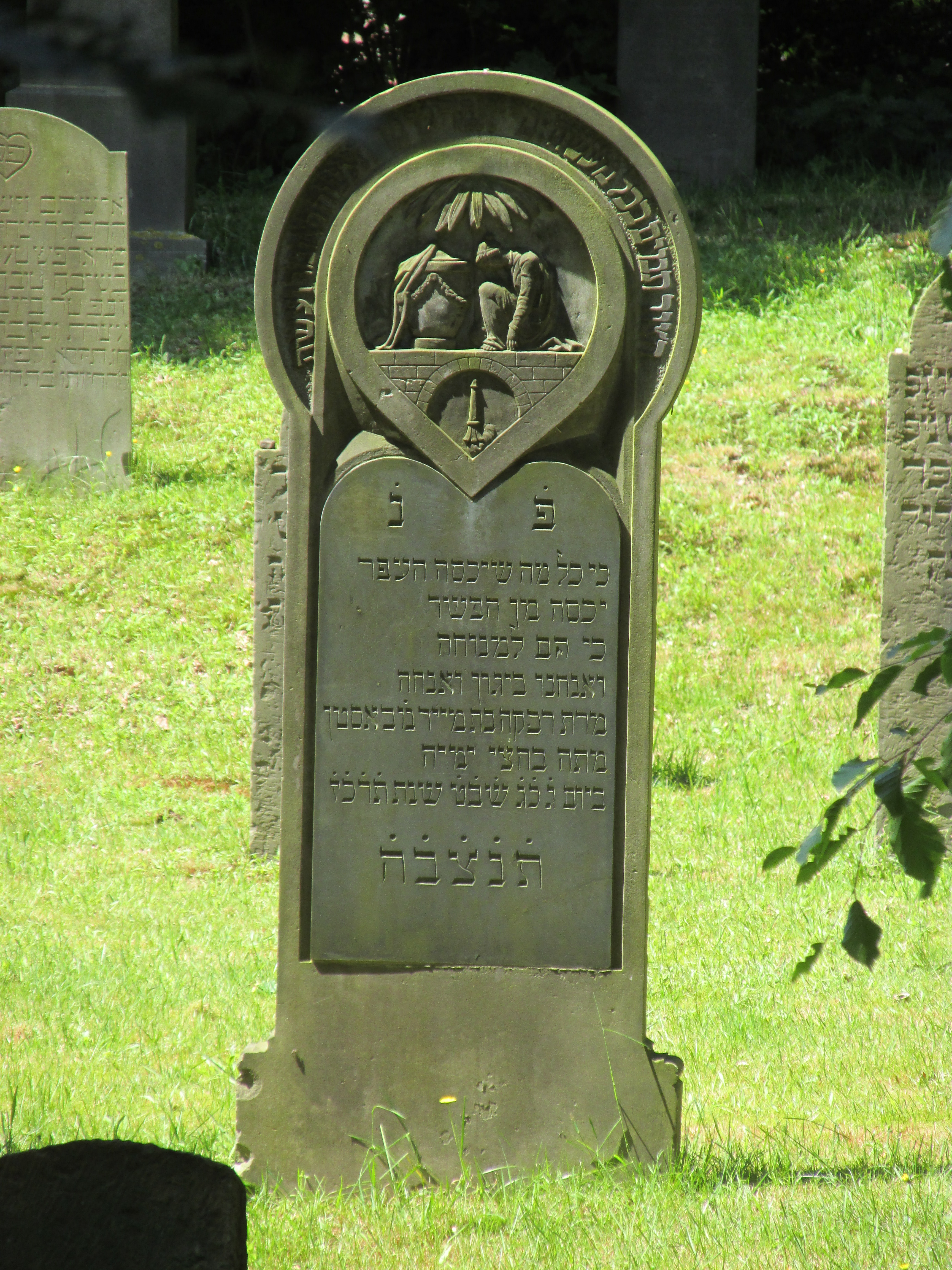

#### Wassermühlen
Wildeshausen liegt auch an der Niedersächsischen Mühlenstraße in der Region Oldenburger Münsterland und Wildeshauser Geest. Hier stehen
- die Wildeshauser Lohmühle, eine 1556 errichtete Wassermühle,[34]
- die 1487 erstmals erwähnte Heinefelder Wassermühle[35] und
- die Aumühle mit ihrem Mühlenteich.

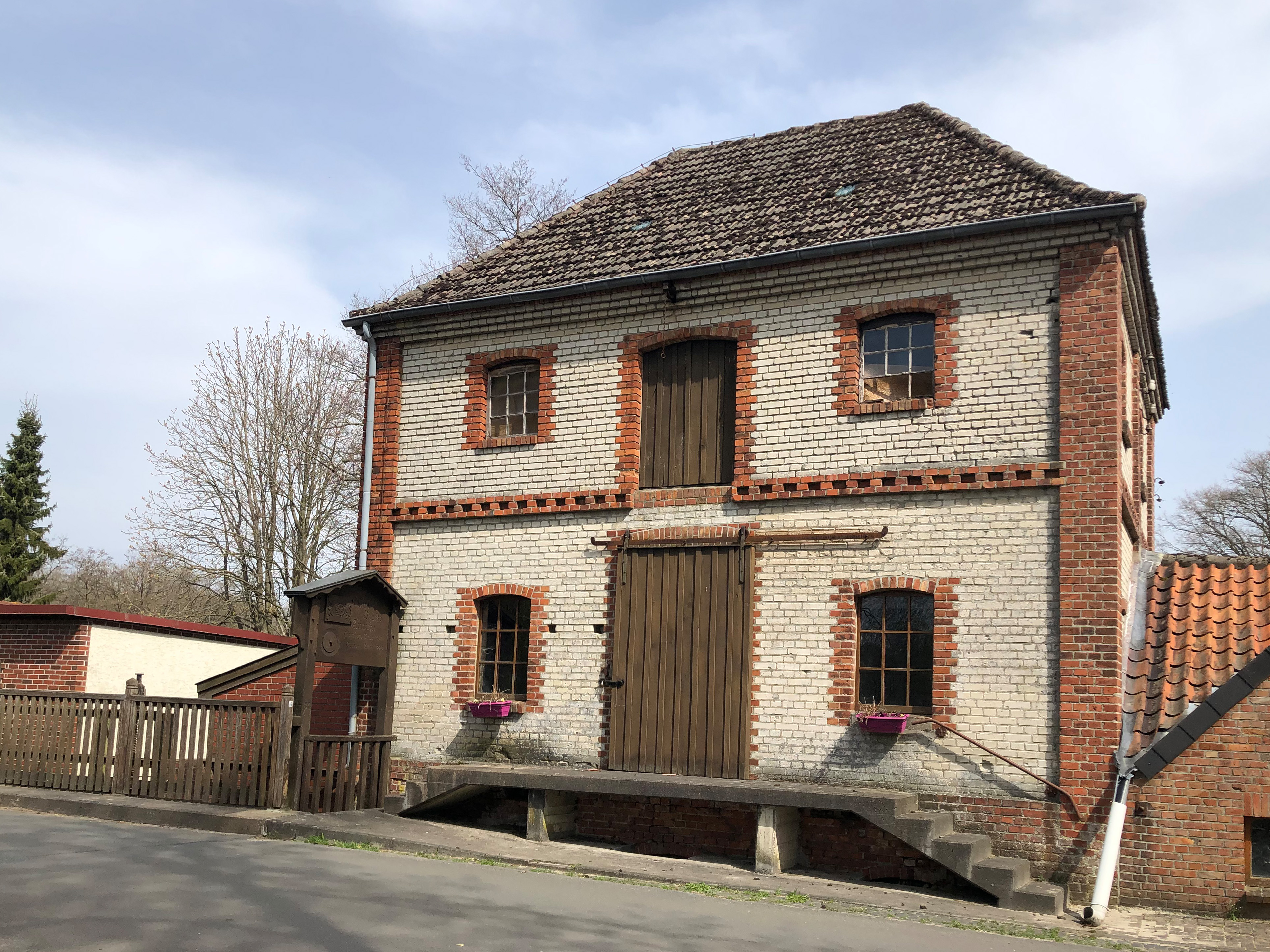
Mühlengebäude Aumühle
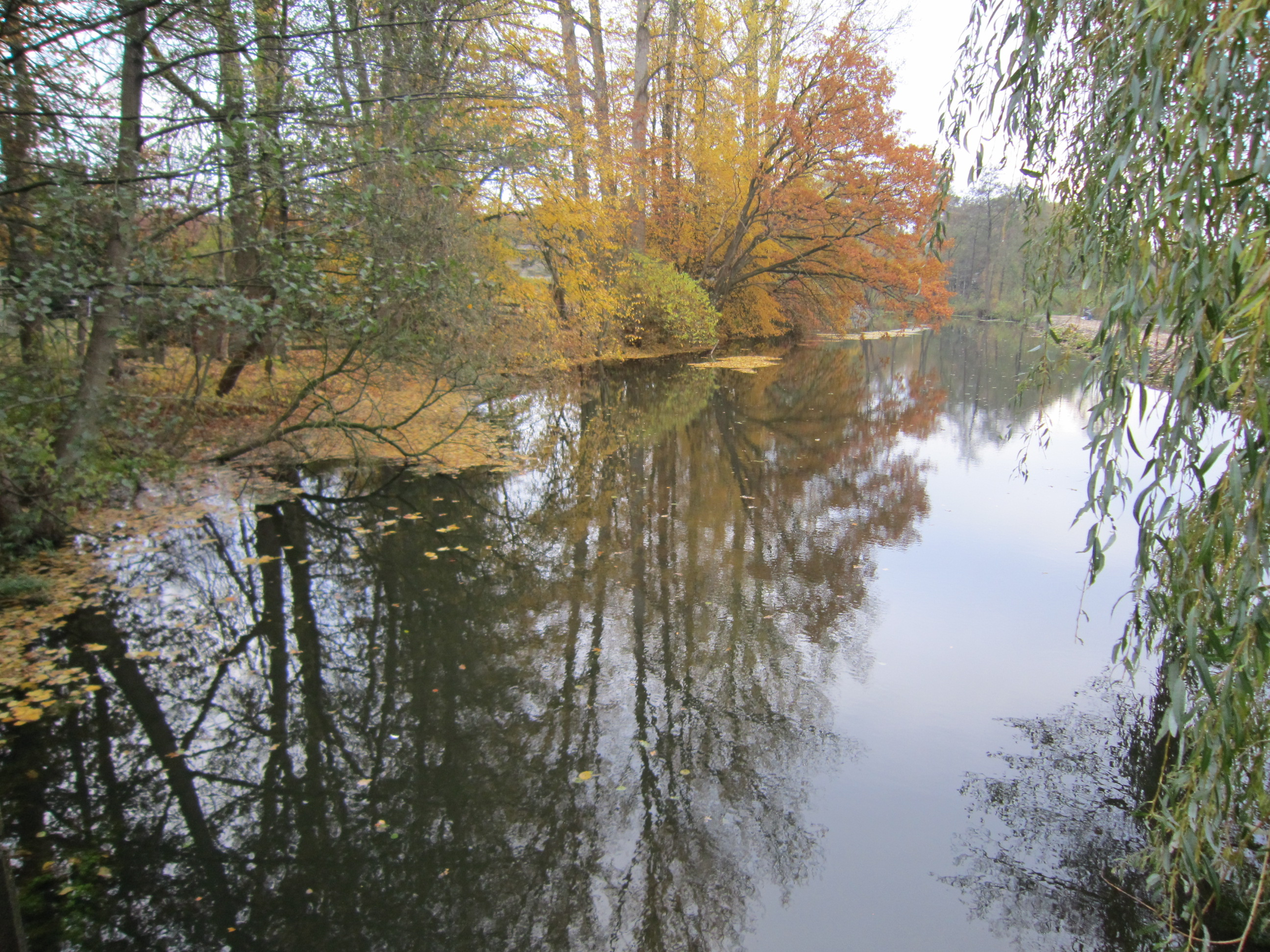
Teich der Wassermühle Aumühle
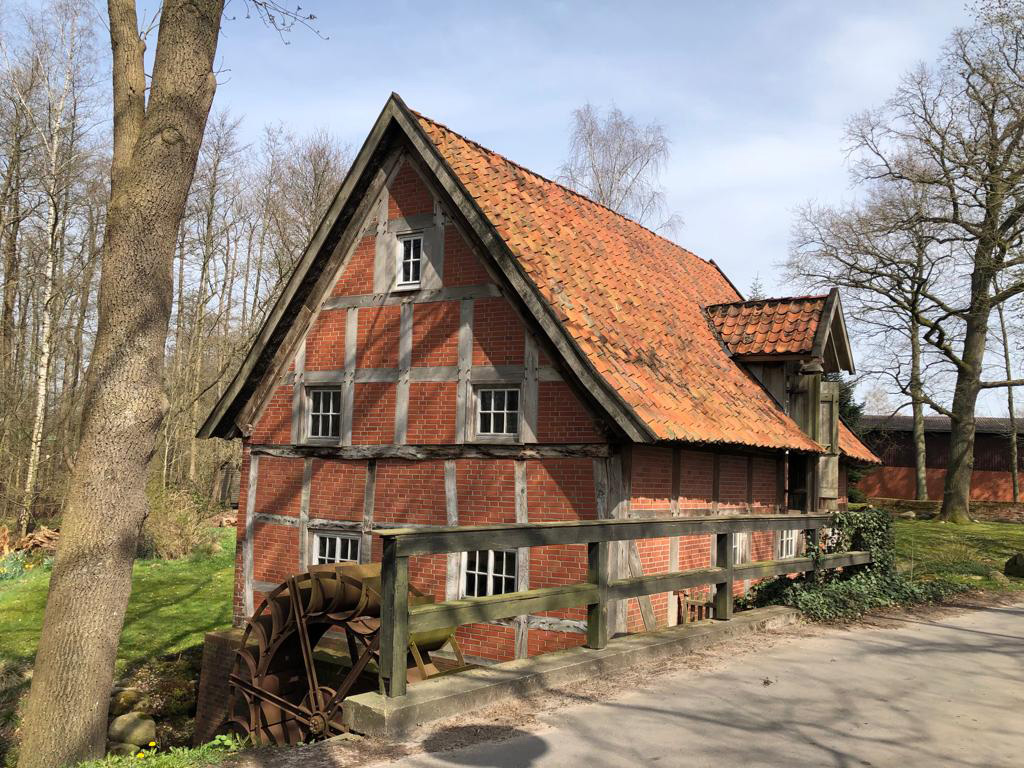
Heinefelder Wassermühle

### Ehemalige Sehenswürdigkeiten

#### Dampfkornbranntweinbrennereimuseum
Innerhalb der Altstadt befand sich bis 2021 das Dampfkornbranntweinbrennereimuseum Wildeshausen. Die ursprüngliche Brennerei wurde im Jahr 1850 von der Brennerfamilie Kolloge gegründet. Über Jahrzehnte hinweg produzierte sie etwa 200 verschiedene Spirituosen für die umliegende Region. Das fünfgeschossige Gebäude stammt von 1895. Durch einen Orkan am 13. November 1972 stürzten große Teile des Schornsteins der Brennerei ein. Daraufhin stellte der letzte aktive Brennereiunternehmer Ulrich Kolloge die Produktion ein. In Privatinitiative wurde das Gebäude seit 1978 restauriert und 1982 zu einem symbolischen Preis an den eigens gegründeten Museumsverein verpachtet. Herzstück der Destille ist die funktionierende Dampfmaschine, die bis 1972 den kompletten Dampfmaschinenpark antrieb. Das Museum zählte bis zu seiner zunächst vorläufigen Schließung im Jahr 2020 im Zuge der COVID-19-Pandemie in Deutschland etwa 2000 Besucher jährlich. Es war ab 2010 eine Station der Route der Industriekultur im Nordwesten. Im Jahr 2021 schloss es endgültig. Grund dafür waren laut der „Kreiszeitung“ „die seit Jahren laufenden Streitigkeiten zwischen dem Besitzer und der Wildeshauser Stadtverwaltung.“

### Fernwanderwege
In Wildeshausen endet der von Wilhelmshaven herkommende Jadeweg und beginnt der Pickerweg, ein Wanderweg, der bereits im Mittelalter als Handels- und Pilgerweg genutzt wurde und durch die Geestlandschaft nach Osnabrück führt. Beide Wege, die in Nord-Süd-Richtung verlaufen, werden vom Geestweg gekreuzt, der von Meppen im Westen nach Bremen im Nordosten führt. Alle drei Wanderwege werden vom Wiehengebirgsverband Weser-Ems betreut. Auch für Paddeltouren auf der Hunte ist Wildeshausen ein oft gewählter Ausgangspunkt.

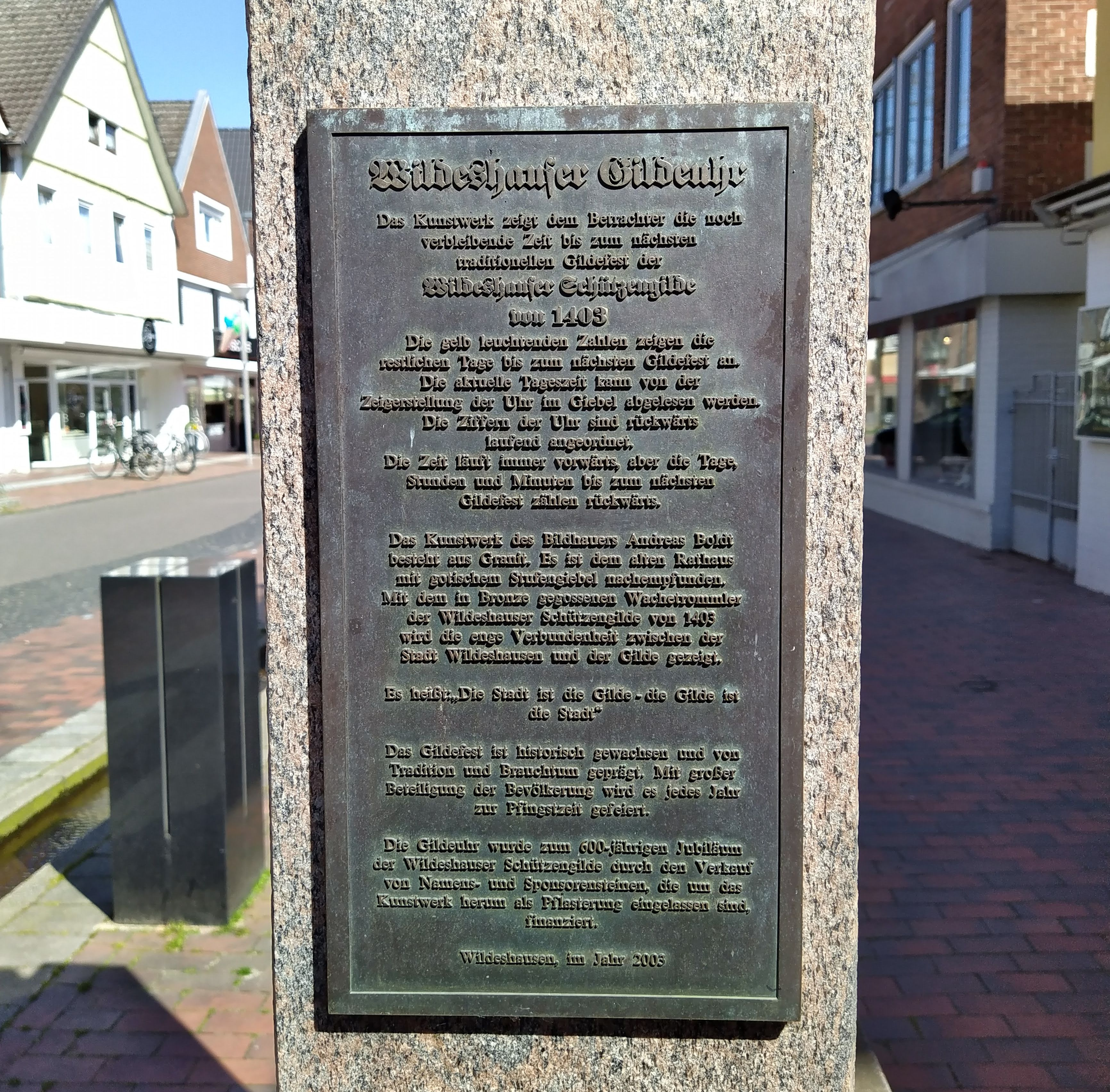
Inschrift an der Wildeshauser Gildeuhr

### Regelmäßige Veranstaltungen
Jährlicher Veranstaltungshöhepunkt ist das Gildefest, welches Pfingsten stattfindet. Die Wildeshauser Schützengilde stammt von 1403 und ist ein Männerverein. Selbst beim Kinderschützenfest werden Mädchen von der Wettbewerbsteilnahme ausgeschlossen. Vom Handels- und Gewerbe-Verein Wildeshausen (HGV) werden die jährlich wiederkehrenden Veranstaltungen Frühjahrsmarkt, Schnäppchenmarkt, Herbstmarkt und Gänsemarkt organisiert. Über Ostern werden an der Westerstraße, der Huntestraße und auf dem Marktplatz bemalte Riesen-Ostereier aufgestellt.

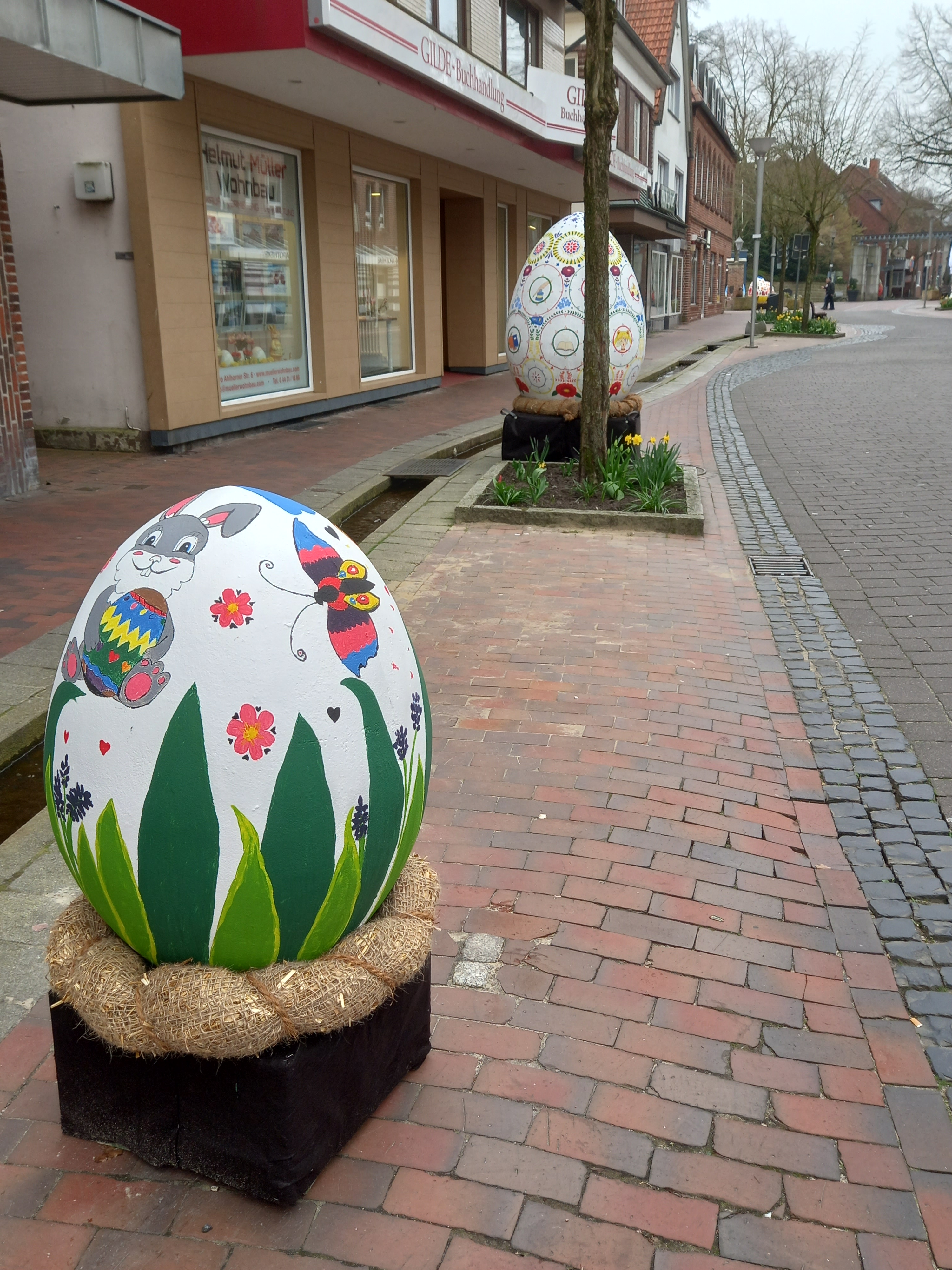
Westerstraße
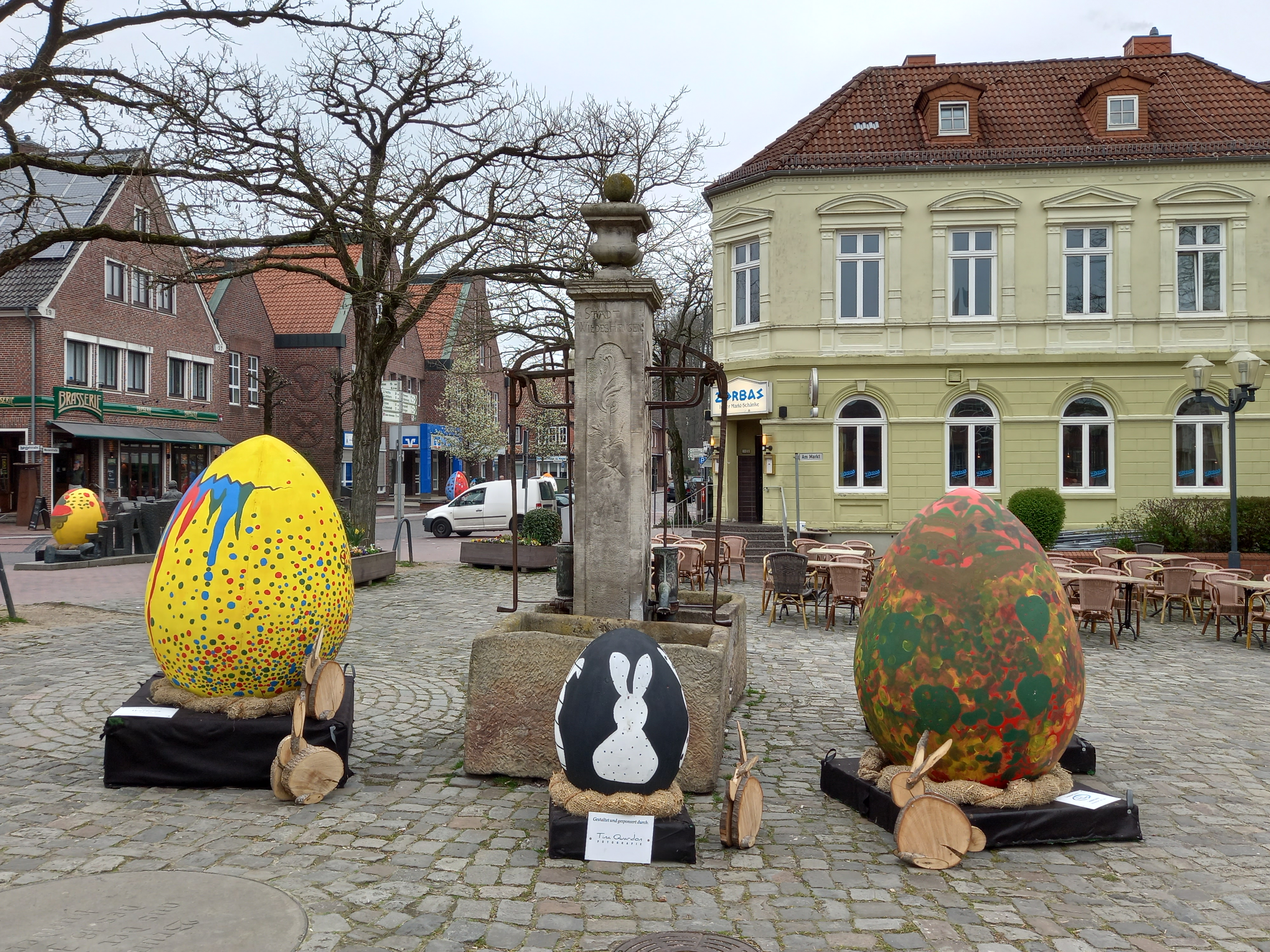
Marktplatz
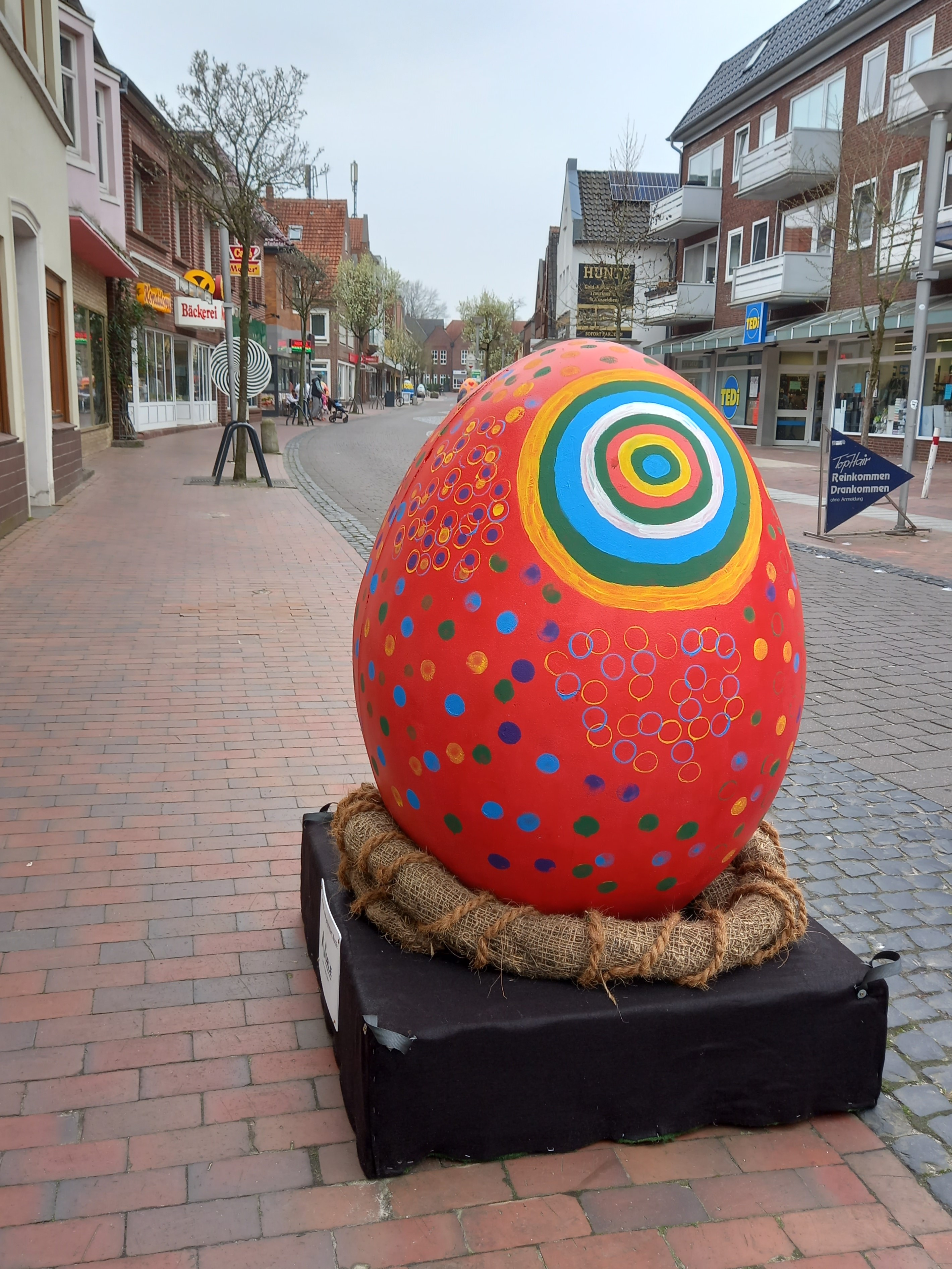
Huntestraße

## Wirtschaft und Infrastruktur

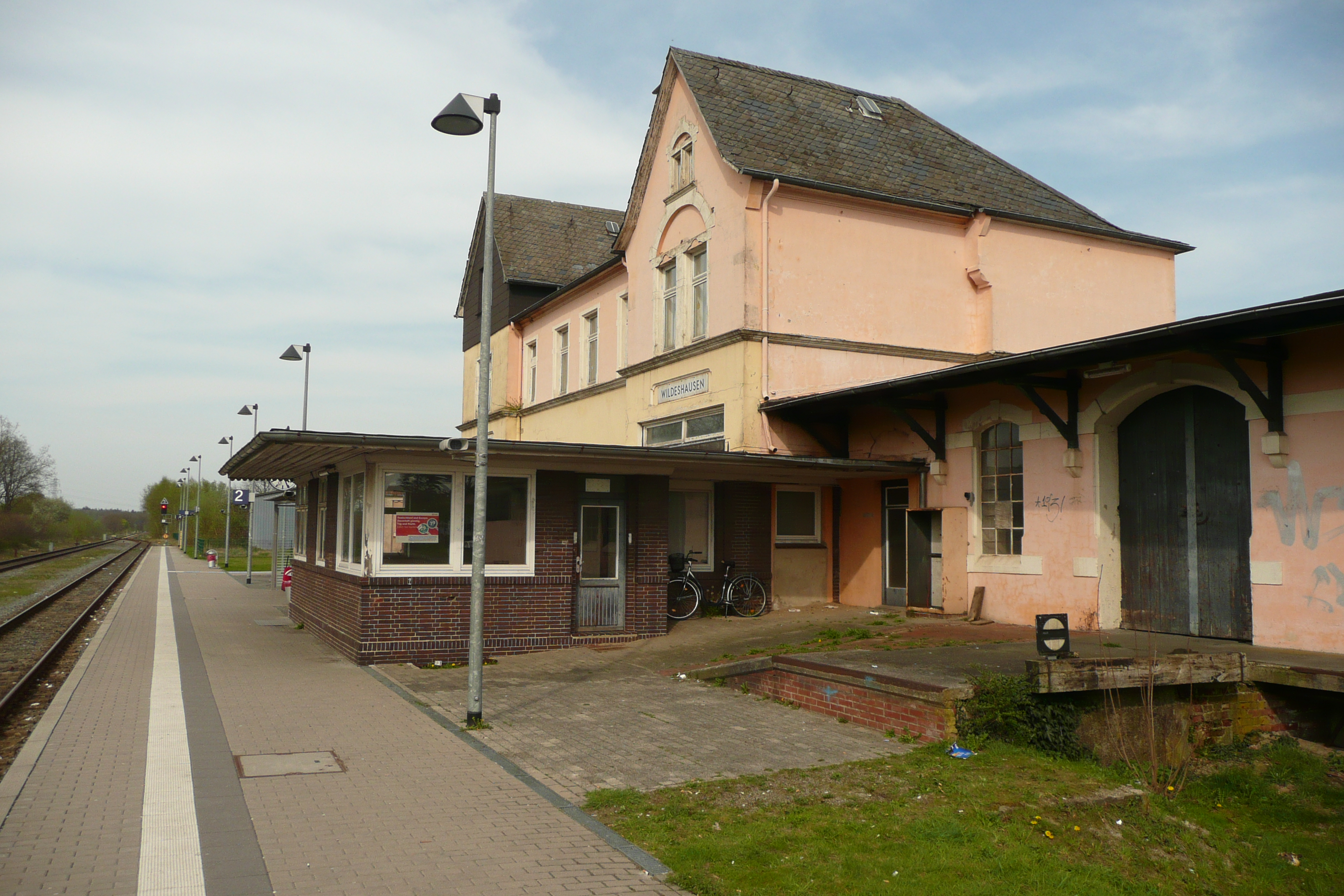
Bahnhof Wildeshausen (Rückseite vor Sanierung)

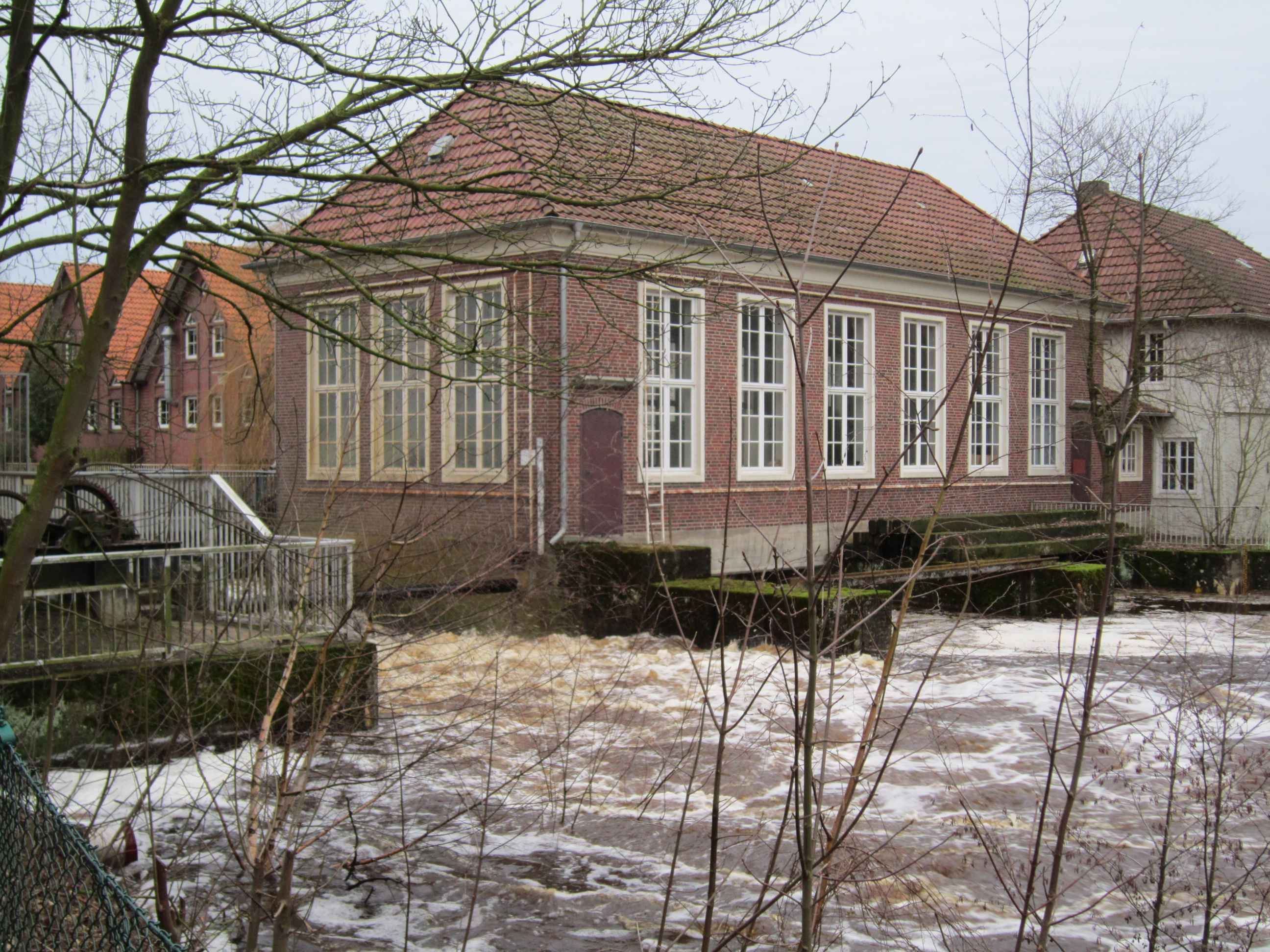
Wasserkraftwerk in der Hunte

### Wirtschaft
Wildeshausen ist Sitz des Landkreises Oldenburg und damit Sitz vieler Behörden und vornehmlich Dienstleistungsstandort. Außerdem spielt der Handel in Wildeshausen eine große Rolle. Das Einzugsgebiet umfasst über 65.000 Bürger aus anderen Gemeinden der Landkreise Oldenburg und Vechta.
Das agrarisch geprägte Umland begünstigt die Nahrungsmittelindustrie: Größter Arbeitgeber der Stadt ist die 1967 von Landwirt Reinhold Stöver aus Aldrup gegründete Agrarfrost-Gruppe, einer der zwei größten deutschen Hersteller von Tiefkühl- und Kartoffelprodukten. Die in verschiedenen Sparten der Getränkeherstellung und des Getränkevertriebs tätige Unternehmensgruppe Nordmann hat ihren Stammsitz in Wildeshausen. Des Weiteren sind Unternehmen der fleischverarbeitenden Industrie hier ansässig, die unter anderem der PHW-Gruppe angehören. Wildeshausen ist Teil des Agrartechnologieclusters Cloppenburg/Vechta für Veredlungswirtschaft, indem vorgelagerte und nachgelagerte Unternehmen der Fleischindustrie konzentriert angesiedelt sind und indem Forschung gebündelt wird.
Wildeshausen ist Sitz des deutschlandweit tätigen KüchenTreff Verbandes. Atlas Weyhausen, ein großes Maschinenbau-Unternehmen, beschäftigt in Wildeshausen über 200 Mitarbeiter und gehört zu den führenden Unternehmen der Maschinenbaubranche. Als Traditionsunternehmen aus 1913 hat auch Hüffermann seinen Hauptsitz in Wildeshausen. Aktuell zählen rund 800 Mitarbeiter zur Unternehmensgruppe aus dem Bereich Kran- und Schwerlastlogistik.
Derzeit laufen Planungen für ein über 70 ha großes Industriegebiet direkt an der Anschlussstelle Wildeshausen-West an der Bundesautobahn 1.

### Tourismus
Wildeshausen liegt im Zentrum des Naturparks Wildeshauser Geest. Der Fremdenverkehr spielt für die als Luftkurort ausgewiesene Stadt eine wichtige Rolle. Der Tourismus konzentriert sich auf die Megalith- und Hügelgräber in der Umgebung der Stadt, die Stationen der Straße der Megalithkultur bilden, und die Altstadt.

### Verkehr
Wildeshausen liegt an der Bahnstrecke Delmenhorst–Hesepe und hat einen Bahnhof mit Kreuzungsmöglichkeit, an dem sich zur vollen Stunde die Züge der NordWestBahn auf der Linie RB 58 (Der Bramscher) in Richtung Osnabrück und Richtung Bremen begegnen.
Güterverladung auf die Bahn ist in Wildeshausen nicht mehr möglich; die Strecke selbst wird bis Rechterfeld noch sporadisch im Güterverkehr bedient.
Die Stadt ist über die Anschlussstellen Wildeshausen-Nord und -West an die A 1 angeschlossen. Die B 213 von Delmenhorst nach Cloppenburg umgeht den Stadtkern auf einer Neubautrasse. Über verschiedene Straßen ist die Kreisstadt mit den umliegenden Orten verbunden.

### Energie und Versorgung
In der Stadt Wildeshausen gibt es zwei Wasserkraftwerke. Das denkmalgeschützte Wasserkraftwerk Oldenburg entstand in den Jahren 1927 bis 1929 und befindet sich nahe dem Stadtkern direkt in der Hunte. Mit zwei Turbinen von je 670 PS erzeugt das E.ON-Kraftwerk jährlich durchschnittlich zwei Millionen Kilowattstunden. Ein weiteres Wasserkraftwerk befindet sich in Aumühle. Die Stadt bezieht ihre elektrische Energie vollständig aus erneuerbaren Quellen. In Wildeshausen befindet sich ein Wasserwerk, das vom OOWV betrieben wird. Das Wasserwerk dient der Wasserversorgung großer Teile des Landkreises Oldenburg und Teile der Stadt Bremen.

### Medien
In Wildeshausen erscheint die Wildeshauser Zeitung, ein Kopfblatt der Kreiszeitung. Dazu erscheint wöchentlich am Donnerstag der Wildeshauser Anzeiger, der vom Aller-Weser Verlag aus Syke herausgegeben wird. Sonntags gibt es die beiden kostenlosen Wochenblätter Oldenburger Sonntagszeitung und Kreisblatt am Sonntag. Seit Anfang 2014 erscheint außerdem die tägliche Onlinezeitung Die Hunte.

### Öffentliche Einrichtungen
- Stadthaus, Am Markt 1
- Kreisverwaltung des Landkreises Oldenburg, Delmenhorster Str. 6
- Katasteramt Wildeshause, für mehrere Gemeinden des Landkreises Oldenburg
- Amtsgerichts, seit 1991 wieder in Wildeshausen, zuständig für die Stadt, für die Gemeinden Großenkneten, Dötlingen und für die Samtgemeinde Harpstedt. Das vorherige Gericht war 1972 trotz langer Tradition des Gerichtsstandortes Wildeshausen geschlossen und dem Amtsgericht Oldenburg zugeordnet worden.[48] Nach Wiedereinrichtung des Gerichts wurde aufgrund geänderter Planungen und damit verbundener räumlicher Überkapazitäten auch die IT-Schulung der niedersächsischen Justiz in Wildeshausen angesiedelt.[49]
- Krandelbad als kombiniertes Frei- und Hallenbad von 2014; das alte Wildeshauser Kurbad an gleicher Stelle wurde 2010 geschlossen und 2013 abgerissen.[50]
- Zwei Standorte der Freiwilligen Feuerwehr Wildeshausen: im Stadtgebiet sowie in Düngstrup mit über 100 Männern und Frauen für den aktiven Dienst
  - Jugendfeuerwehr Wildeshausen im Haus der Feuerwehr; hier werden über 30 Jugendliche im Alter von 10 bis 17 Jahren auf ihren Dienst in der aktiven Feuerwehr vorbereitet

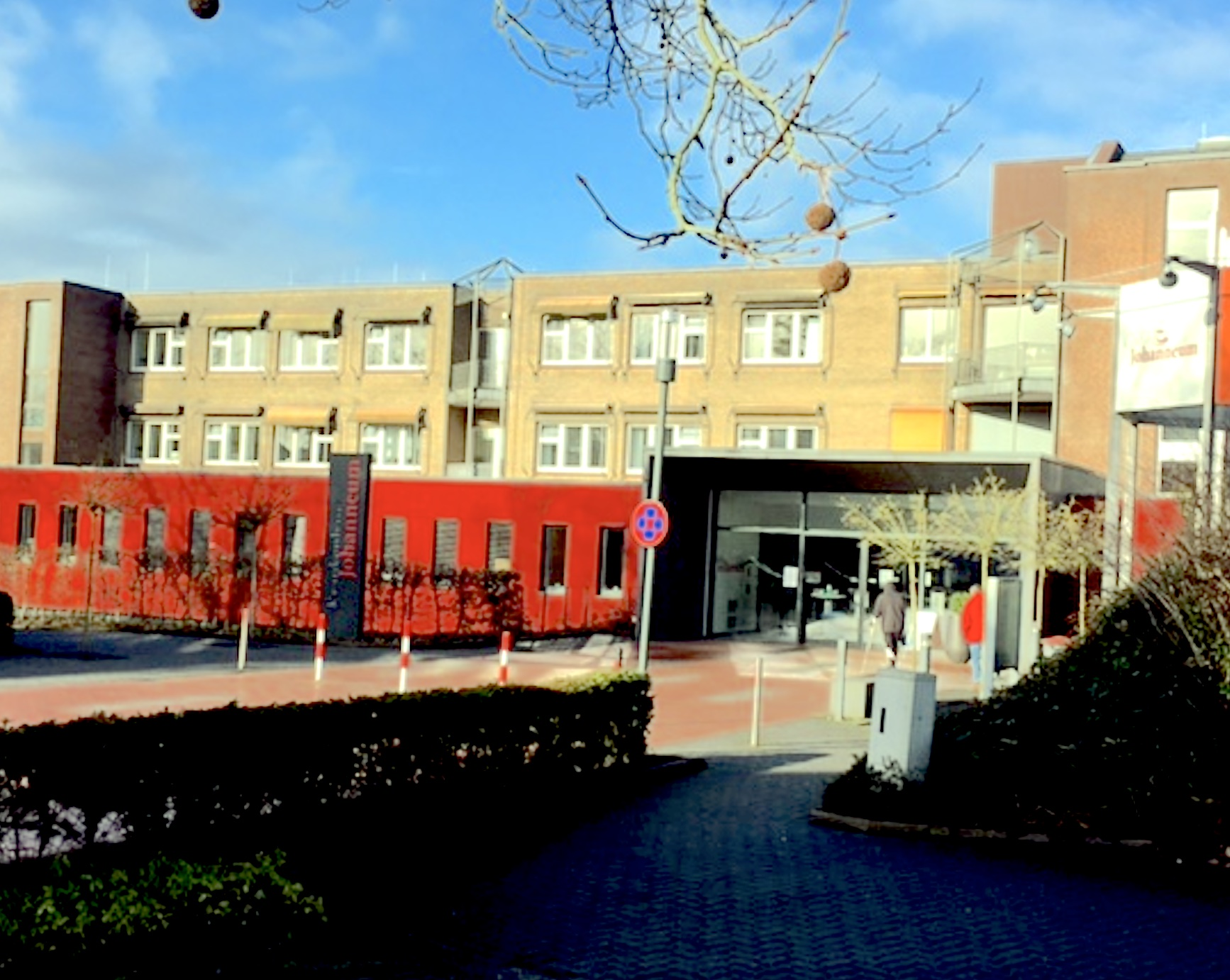
Haupteingang Krankenhaus Johanneum

- Krankenhaus Johanneum, Trägerin ist die Stiftung Johanneum (St.-Johannes-Stift). Das Krankenhaus wurde in den 1970er Jahren modernisiert und erweitert; ein früheres zweites Krankenhaus, das evangelische Alexanderstift, wurde aufgegeben, dort ist jetzt ein Altenheim.
- Diakonie Himmelsthür (früher Diakonische Werke Himmelsthür), Einrichtung für Menschen mit schweren Behinderungen, mit betreutem Wohnen, Arbeitsmöglichkeiten und weiterer Unterstützung

### Bildung
- Sieben Kindergärten
- Drei Grundschulen

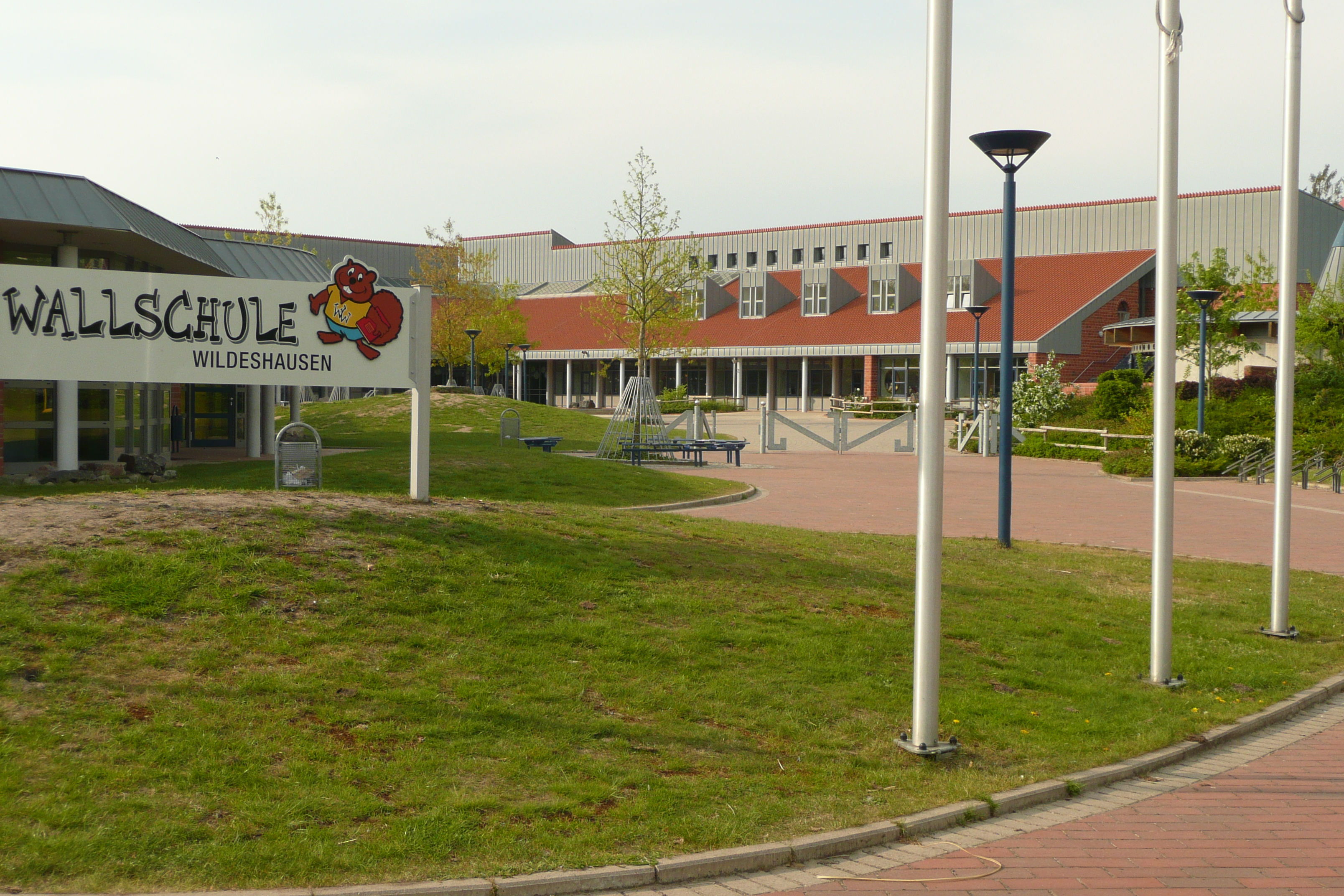
Wallschule

- Jeweils eine Förderschule, Hauptschule und Realschule
- Gymnasium aus den 1970er Jahren
- Berufsbildende Schule (BBS)
- Volkshochschule für die Erwachsenenbildung
- Musikschule.[51] Die weiterführenden Schulen, insbesondere die BBS und das Gymnasium, nehmen Schüler auch aus den benachbarten Gemeinden des Landkreises Oldenburg auf.

### Kirchen
- Evangelisch-Lutherische Kirche in Oldenburg – siehe auch Alexanderkirche (Wildeshausen)
- Katholische Pfarrkirche St. Peter
- Evangelisch-Freikirchliche Gemeinde (Baptisten)
- Freie Christengemeinde
- Neuapostolische Kirche
- Islamisches Bildungszentrum

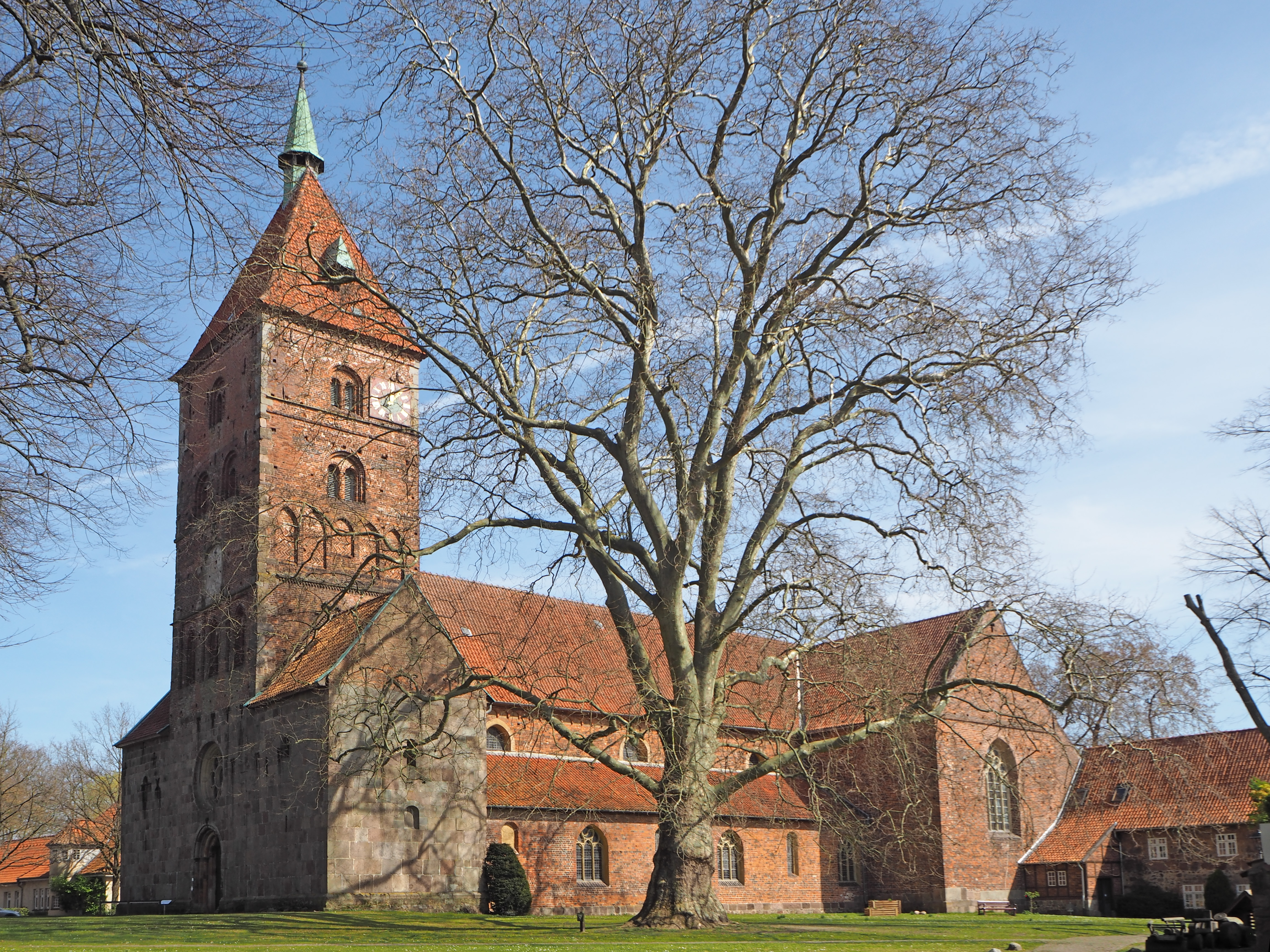
Alexanderkirche
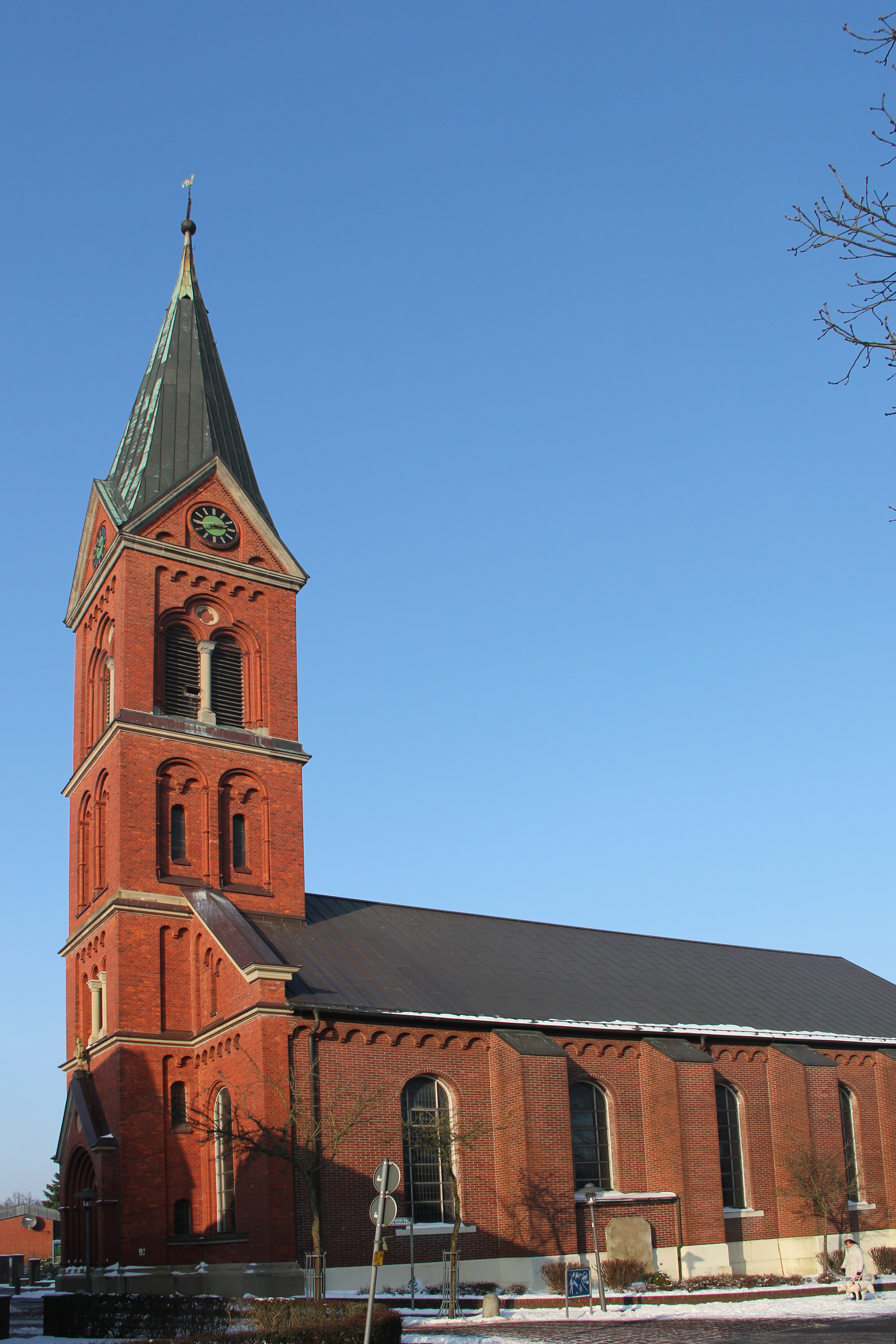
St. Peter

## Persönlichkeiten

### Söhne und Töchter der Stadt
- Johannes von Wildeshausen (* um 1180; † 1252 in Straßburg), Theologe und Ordensmeister der Dominikaner
- Georg Aportanus (* 1495; † 1530 in Emden), Theologe und Reformator
- Laurens Laurensen (* um 1495; † 1553 in Emden), Dominikanerprior, Teilnehmer am Ildersumer Religionsgespräch
- David Otto Wahrendorf (* 13. April 1713; † 13. September 1772 in Harburg), lutherischer Theologe
- Christian Ellerhorst (* 24. Januar 1802, † 24. Februar 1870 in Vechta), Rechtsanwalt und Abgeordneter des Oldenburger Landtags
- Johannes Knagge (* 15. Juli 1807; † 30. März 1893 in Wildeshausen), Überseekaufmann und Erbauer der Villa Knagge
- Hermann Steche (* 21. Februar 1813; † 12. Januar 1884 in Oldenburg), Abgeordneter des Oldenburger Landtags
- Peter Ernst Anton Heumann (* 16. Mai 1823; † 17. Juni 1902 in Oldenburg), Verwaltungsjurist, oldenburgischer Finanzminister
- Eugen Bothe (* 10. Mai 1835; † 30. Juni 1912 in Oldenburg), Jurist und Präsident des oldenburgischen Oberlandesgerichtes
- Ludwig Oldenburg (* 25. April 1844; † 11. März 1909 in Berlin), Pädagoge, Journalist und Schriftsteller
- Anton Stegemann (* 18. Oktober 1863; † 5. Januar 1931 in Lohne), katholischer Priester, Vereinsfunktionär und Politiker
- Friedrich Kenkel (* 16. November 1885; † 1. November 1948 in Vechta), erster Leiter der Pädagogischen Akademie in Vechta
- Fritz Strahlmann (* 19. Oktober 1887; † 14. April 1955 in Nordenham), Autor und Verleger
- Manfred Rollié (* 5. April 1930), Ehrenbürger der Stadt, Bürgermeister von 1981 bis 1999
- Reinhold Brinkmann (* 21. August 1934; † 10. Oktober 2010 in Eckernförde), Musikwissenschaftler
- Henning Hopf (* 13. Dezember 1940), Chemiker
- Burghart Schmidt (* 30. November 1942; † 13. Februar 2022), Philosoph, Professor für Sprache und Ästhetik
- Eike Besuden (* 21. Dezember 1948), Fernsehmoderator, Regisseur, Drehbuchautor und Produzent
- Wolff von Lindenau (* 19. November 1951), Schauspieler
- Manni Laudenbach (* 3. August 1966), Schauspieler
- Wigald Boning (* 20. Januar 1967), Komiker, Komponist und Journalist
- Peter Kossen (* 1968), römisch-katholischer Priester
- Jens Roselt (* 1968), Theaterwissenschaftler, Dramatiker und Hochschullehrer
- Horst Falk (* 15. Mai 1970), Diplom-Physiker, Politiker (CDU), Mitglied des Hessischen Landtags
- Astrid Susanna Schulz (* 1972), Fotografin
- Wilko Zicht (* 17. März 1976), Politiker (Bündnis 90/Die Grünen)
- Tobias Lagenstein (* 28. April 1980; † 28. Mai 2011 in Taloqan, Afghanistan), Berufssoldat
- Christian Kläner (* 30. Oktober 1983), Faustballspieler
- Anne Friedrich (* 6. Dezember 1984), Volleyball- und Beachvolleyballspielerin
- Markus Lammers (* 7. Juli 1986), Schachspieler
- Roman Pertl (* 1988), Schauspieler
- Volker K. Thomalla, Luftfahrtjournalist, Chefredakteur und Autor